# Bien-être du cheval
Vous lisez un « article de qualité » labellisé en 2015.
Pour un article plus général, voir Bien-être animal.

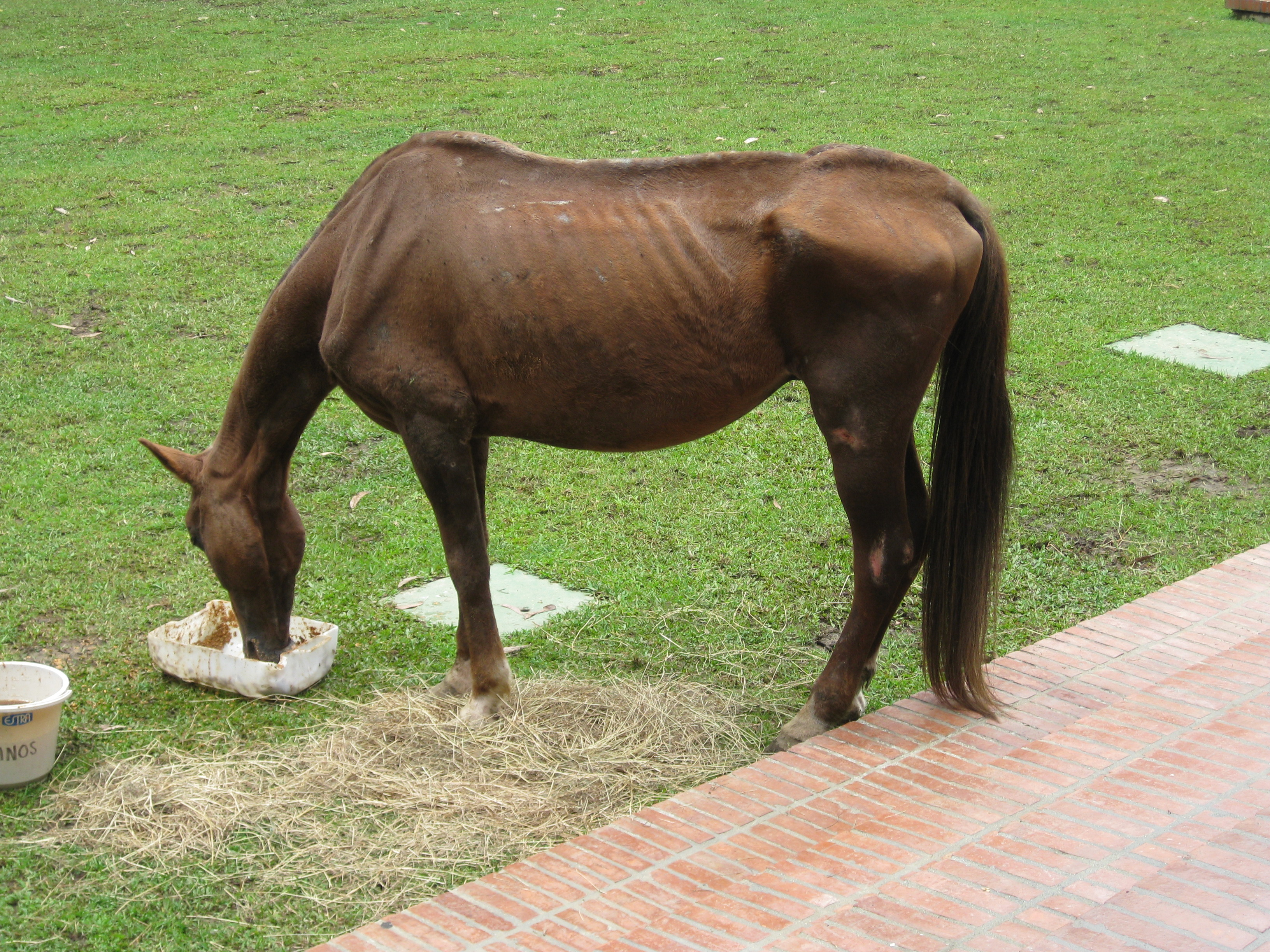
Cheval recueilli par une association de protection alors qu'il mourait de faim.

Le bien-être du cheval dépend des conditions de vie et d'utilisation de cette espèce domestiquée, par opposition à toute mise en souffrance volontaire ou involontaire, que ce soit par le biais de coups, de mutilations, de négligences ou de soins mal adaptés.
Les débats autour du bien-être et des maltraitances chez le cheval sont récents. Au XIXe siècle, alors que la mort de chevaux au travail est courante, une première vague de sensibilisation naît avec la Society for Prevention of Cruelty to Animals puis la parution du roman Black Beauty en Angleterre. La France suit le mouvement avec la création de la ligue française pour la protection du cheval et la loi Grammont en 1850. Des préoccupations similaires touchent les États-Unis. Le débat s'intensifie et s'étend à tout l'occident au siècle suivant, en ce qui concerne l'utilisation du cheval pendant les guerres, la fin de sa présence dans les villes, son entraînement sportif, l'abattage ou encore ses conditions d'élevage et de détention. Les États-Unis ratifient le Horse protection act de 1970 pour mettre un terme au soring et au gingering. Au début du XXIe siècle éclatent de nouvelles polémiques à l'échelle mondiale, en particulier autour de l'entraînement en rollkur, de l'endurance et de la circulation des véhicules hippomobiles.
La notion de bien-être est complexe en ce qui concerne le cheval. Longtemps considéré comme incapable de ressentir la douleur dans le monde occidental, cet animal est très silencieux et ne manifeste que peu de signes de son éventuel mal-être, ce qui en rend la détection particulièrement difficile. L'épiderme des chevaux est plus mince que celle des humains (0.05 mm contre 0.08 mm), le cheval a donc moins de cellules entre la source de la douleur et les terminaisons nerveuses. Sociable, le cheval a besoin de se dépenser et passe la majeure partie de son temps à se nourrir dans la nature. Il souffre des confinements prolongés en écurie, des isolements et de l'impossibilité de brouter. Il a besoin d'être en contact avec d'autres équidés, d'avoir une alimentation suffisante et adaptée par jour, et d'avoir un espace suffisant pour se déplacer librement. A l'état naturel, un cheval mange environ 16h par jour et se déplace beaucoup en recherche de sa nourriture. Certains pays, comme la Suisse, appliquent des lois pour faire respecter ces besoins fondamentaux.
La fédération équestre internationale interdit désormais le barrage du cheval d'obstacles et le rollkur. Plusieurs pays, notamment la Suisse, ont adopté des lois pour protéger les chevaux. La coupe de la queue, les transports trop longs et les aides artificielles lors des compétitions de sports équestres ou hippiques font l'objet d'interdictions ou de limitations nationales ou européennes. Les transports vers les abattoirs sont réglementés. Dans le cadre d'une recherche accrue de bien-être pour le cheval, de nouvelles pratiques telles que l'équitation éthologique, la mise « pieds nus », voire le refus de l'équitation se sont développées. Elles laissent présager une préoccupation majeure pour cette question éthique à l'avenir.

## Historique

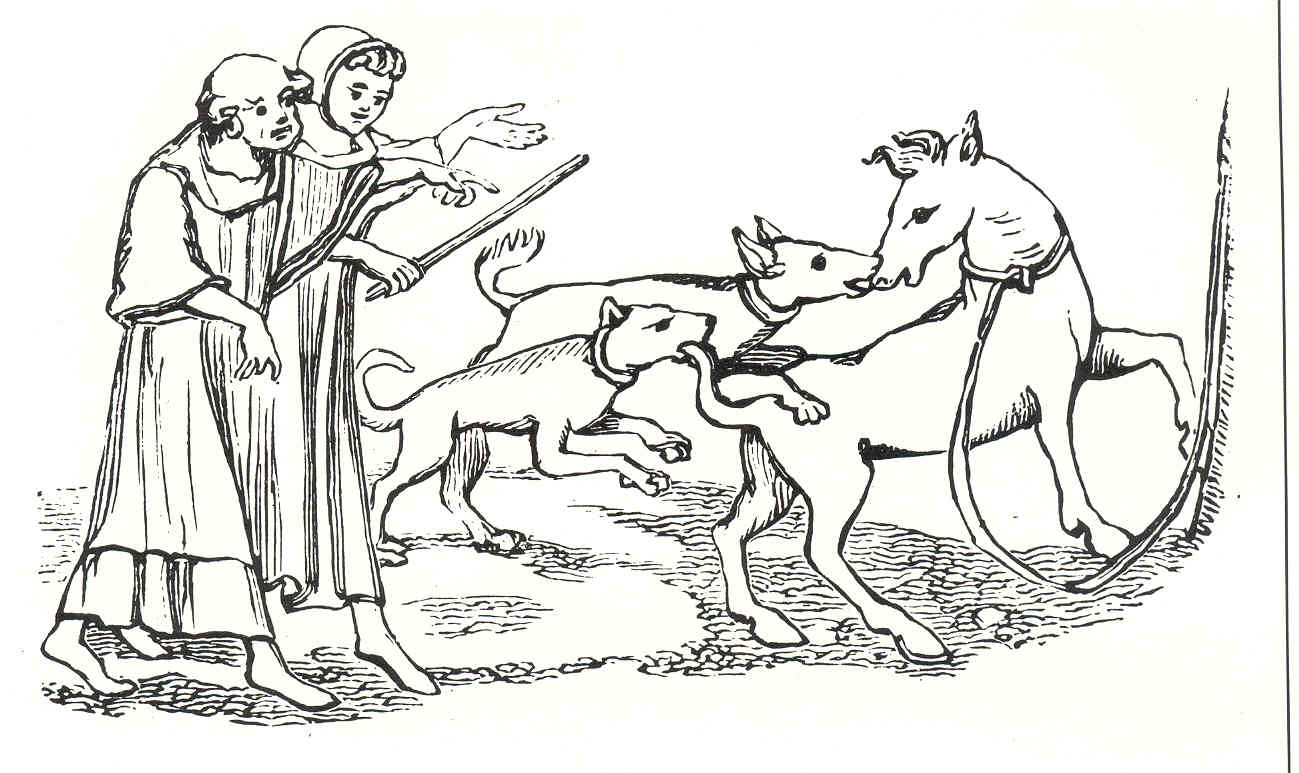
Scène de Horse-baiting d'après une gravure de Joseph Strutt au XIV : ce divertissement anglais consiste à faire combattre un cheval contre un ou plusieurs autres animaux, généralement des chiens.

La domestication du cheval a permis aux humains d'utiliser cet animal pour une foule de tâches : labour, transport, guerre... Le cheval devenu inutile peut même être abattu et transformé en source de nourriture. L’ethnologue italien Sergio Dalla Bernardina explique cette situation du cheval par le désir d'une partie de la population humaine d'être « Maître » et de « tyranniser des êtres vivants » : « Ceux qui aiment la soumission totale préfèrent les chiens ou les chevaux. Les adeptes de la soumission light choisissent les chats ». Des blessures volontaires, des mutilations et des mises à mort de chevaux (en témoignent les sacrifices, l'hippophagie, le horse-baiting et l'organisation de combats d'étalons) sont largement documentés dans de nombreuses régions du monde. Les chevaux sont tués sur des champs de bataille, marqués au fer, taillés d'une oreille pour être reconnus plus vite, éperonnés, ou encore caudectomisés (amputés de leur queue) à partir du XVIIe siècle, pour empêcher que la queue ne se coince entre leurs harnais. L'utilisation même du cheval, d'un point de vue antispéciste, relève de la mise de l'espèce en esclavage et au travail ouvrier. Pierre Enoff estime que globalement, cette situation est plus proche d'un asservissement qui impose des conditions de vie « carcérales » au cheval, que d'une symbiose entre l'humain et l'animal.
Des interactions humain-cheval bénéfiques pour l'animal se développent également, avec de nombreux exemples de cultes. La détention d'un cheval implique la nécessité de subvenir à ses besoins (eau, nourriture) et de le protéger de ses prédateurs, apportant à l'animal un sentiment de sécurité et du bien-être. Du point de vue du scientifique David W. Ramey, la relation humain-cheval est profitable aux deux espèces, et ce malgré le développement d'un discours selon lequel la fréquentation de l'être humain serait globalement « néfaste » au cheval.
La conception religieuse et philosophique des animaux dans le monde occidental leur a longtemps dénié toute sensibilité à la douleur (et donc la possibilité de ressentir un mal-être), suivant la théorie de l'animal-machine énoncée par René Descartes au XVIIe siècle. La civilisation de l'Islam témoigne au même moment d'un grand respect pour le cheval, en lui accordant (entre autres) la possibilité de passer la nuit sous la tente de son maître. De nombreux hadiths conseillent de bien traiter les chevaux. Le Prophète était lui-même dépeint comme très attentionné vie à vis de sa jument.
La naissance de la notion de bien-être du cheval remonte au XVIIIe siècle, où le sentimentalisme entre de plus en plus en compte dans les relations entretenues avec les animaux. Au début du XXIe siècle, le cheval est largement reconnu par les biologistes (et par le monde scientifique) comme étant un « être sensible ». Cette évolution accompagne celle de toute la société occidentale, entrée depuis le milieu du XXe siècle dans un mouvement de bienveillance à l'égard des animaux domestiques, avec une reconnaissance croissante de leur individualité. Le cheval est désormais idéalisé par un grand nombre de cultures, grâce à l'attirance qu'il suscite au niveau émotionnel.
Une erreur commune est la croyance selon laquelle les avancées en matière de respect du bien-être du cheval proviennent des considérations éthiques et scientifiques. En réalité, ces avancées ont été presque essentiellement obtenues grâce aux demandes de militants et du grand public.

### XIXesiècle
Dans la société occidentale, le XIXe siècle représente le summum de l'exploitation du cheval. Ainsi, Robert Bakewell et des ouvrages d'époque répandent l'idée que le cheval est la meilleure machine pour convertir la nourriture en argent. Les sentiments envers l'animal n'ont pas leur place dans la société en pleine industrialisation, car « ils ne rapportent rien ». Ce contexte voit également l'éclosion des premiers mouvements de sensibilisation et des premières lois condamnant la maltraitance équine.

#### En Angleterre
Les premiers mouvements de sensibilisation à la cause des chevaux naissent en Angleterre à la fin du XVIIIe siècle. Une loi interdisant de battre volontairement les chevaux est proposée dans les années 1820, mais non adoptée. La Society for Prevention of Cruelty to Animals est créée en 1824 à Londres, en réaction à cette souffrance animale. Son logo représente un ange venu châtier un homme qui frappe son cheval.
Le roman Black Beauty, publié en 1877 dans l'Angleterre victorienne, est connu comme le premier ouvrage qui s'intéresse au sujet du bien-être du cheval. Son originalité est de laisser la parole à plusieurs chevaux qui y racontent leur souffrance quotidienne, sous forme d'une autobiographie. Il entraîne une forte sensibilisation pour cette cause. L'auteur Anna Sewell se montre très en avance sur son temps en matière de protection animale. Son roman prend parti contre l'enrênement en attelage, les œillères et la caudectomie. D'après Amélie Tsaag Valren, il « préfigure d’une certaine manière la disparition du cheval en ville. Anna Sewell montre que cet animal de chair et de sang, qui ressent la douleur et la tristesse, n’a pas sa place dans l’environnement urbain et la société industrielle de Londres ». Ce roman provoque une controverse en Angleterre à sa sortie. Ce n'est qu'au fil du temps qu'il devient un best-seller. Anna Sewell, décédée cinq mois après sa publication, affirme que son but était d'améliorer le sort des chevaux dans ce pays. Le résultat est au-delà de ses espérances, puisque la sortie du roman aux États-Unis, dans un contexte de souffrance équine omniprésente, permet au débat de s'y implanter. Les multiples traductions de ce roman ont même entraîné des débats dans toute l'Europe. Black Beauty reste considéré de nos jours comme une œuvre influente en matière de protection du cheval.

#### Aux États-Unis

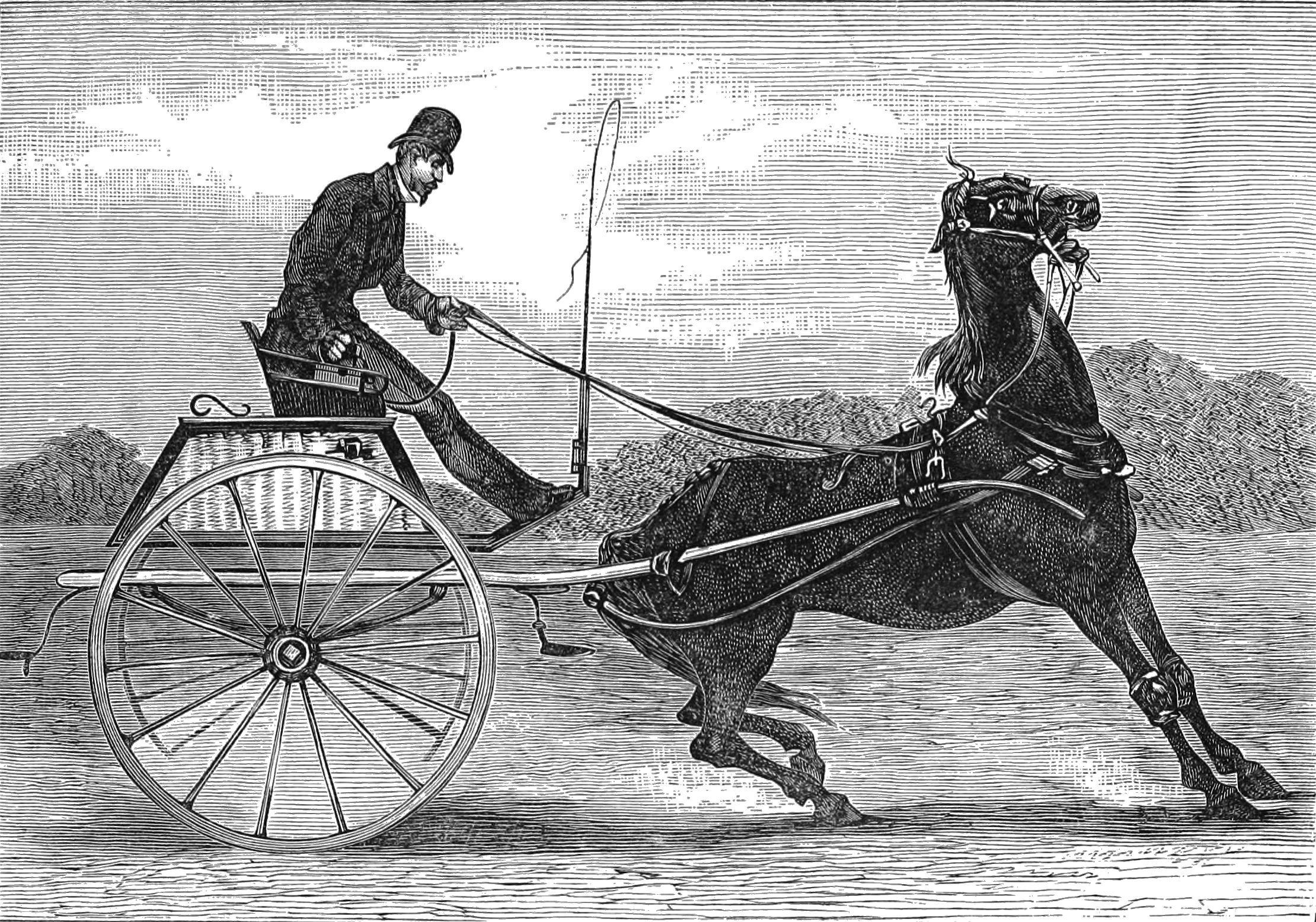
Gravure américaine parue en 1880, conseillant de contrôler les chevaux d'attelage rétifs par l'application de chocs électriques.

Les documents américains relatent plusieurs cas d'exploitation du cheval donnant lieu à des maltraitances, notamment dans les compagnies d'omnibus et de tramways. Ces véhicules hippomobiles sont souvent surchargés, les chevaux qui les tractent sont battus et soumis à un travail pénible.
Les premières définitions d'une notion de maltraitance du cheval s'orientent sur leur privation de nourriture et de soin, et le fait de les frapper. La cour de New York est pionnière, publiant une loi qui punit ceux qui tuent ou torturent volontairement un animal (dont le cheval) dès 1829. La cour de l'État du New Jersey traite le cas d'un homme ayant battu son cheval à mort en 1858, mais conclut que rien n'interdit de frapper son propre cheval en dépit du problème que pose un tel spectacle en public. En 1860, l'État de Pennsylvanie condamne ceux qui battent un cheval à une amende maximale de deux cents dollars, le double de ce que risque une mère qui battrait son enfant de moins de sept ans. Le vol de chevaux et la mutilation d'animaux appartenant à autrui sont sévèrement sanctionnés, témoignant de motivations essentiellement financières et « sociétales ». Battre son cheval sans raisons est considéré comme étant « mal » et contraire aux bonnes mœurs, mais la souffrance ressentie par l'animal n'est pas prise en compte. La punition de ceux qui maltraitent leurs propres chevaux n'est pas immédiatement à l'ordre du jour, la loi ne pouvant être appliquée que si une preuve est apportée que le cheval a été battu avec de réelles « mauvaises intentions ». La notion de « torture » des animaux est introduite dans le droit américain à la fin du XIXe siècle, par le cas d'un homme ayant appliqué de l'acide sur les sabots de ses chevaux. L'évolution se fait également sentir par des procès mettant en cause des meneurs d'omnibus accusés de surexploiter les chevaux.

#### En France

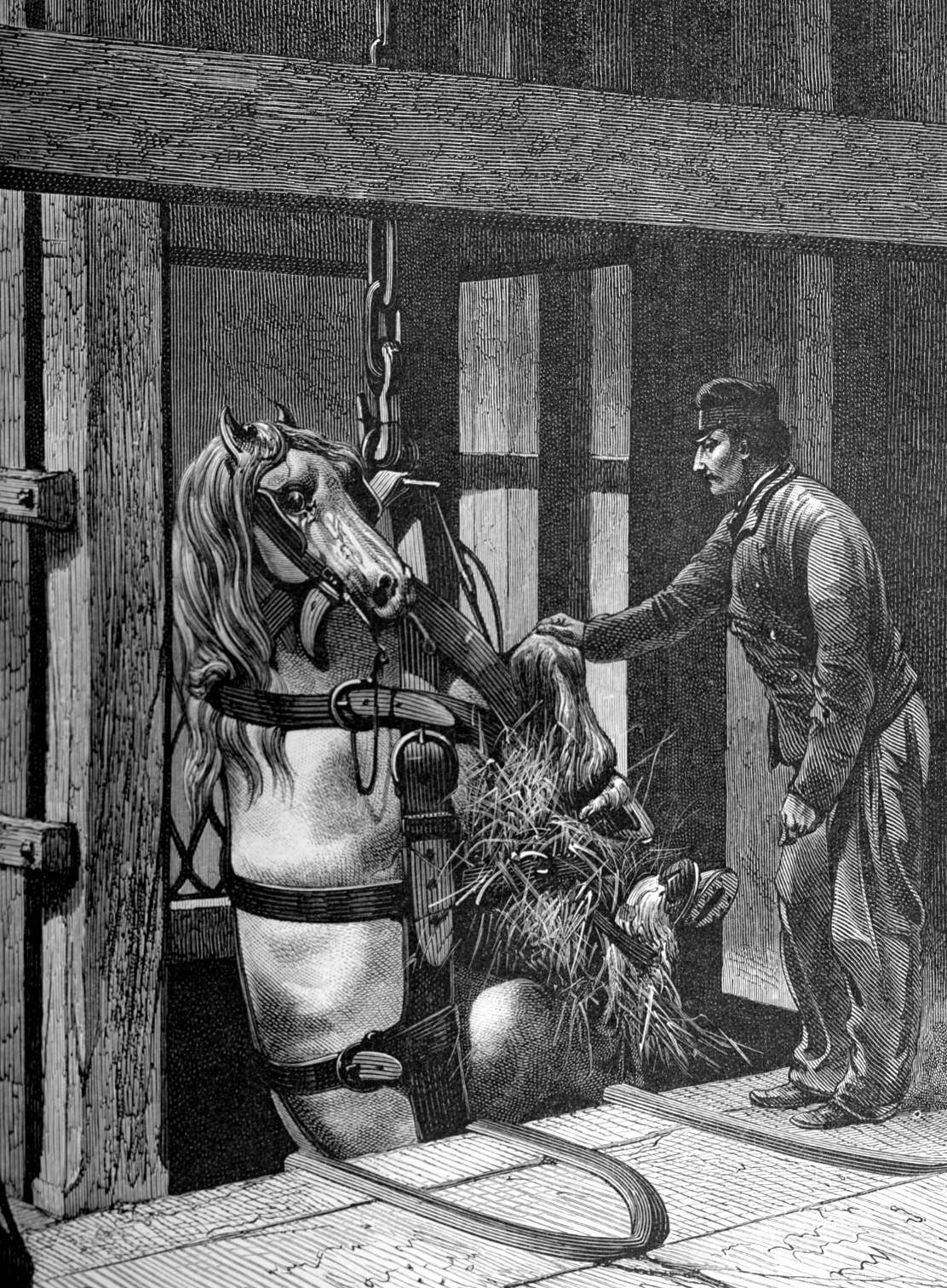
Descente d'un cheval dans une mine de charbon en France.

Au début du XIXe siècle, la maltraitance est très commune, en particulier pour les chevaux de trait à l'époque de la monarchie de juillet. Le côté fruste des charretiers, prompts à manier le fouet et à hurler sur leurs chevaux, laisse en héritage l'expression « jurer comme un charretier ». Lorsqu’un cheval tombe entre ses harnais, le charretier tente le plus souvent de le faire se relever à coups de pied dans le ventre. Il est fréquent que des chevaux meurent d'épuisement au travail, en pleine rue. De multiples témoignages, y compris un poème de Victor Hugo écrit en 1838, attestent l'omniprésence de cette maltraitance publique des chevaux de travail. Le développement du capitalisme sauvage pousse à des traitements cruels, en particulier lorsque le cheval incapable de travailler est envoyé chez l'équarrisseur. Considérés comme inutiles, ces chevaux attendent parfois des jours avant d'être abattus et agonisent sous l'effet de la faim et de la soif. Ce contraste entre la condition des chevaux de travail et celle des chevaux de la bourgeoisie et des classes riches provoque un malaise dans la société française. En 1845, la Société protectrice des animaux voit le jour pour protéger les chevaux des abus. Jacques-Philippe Delmas de Grammont, ancien officier de cavalerie, créé la ligue française pour la protection du cheval en 1850 et fait voter la loi qui porte son nom la même année, interdisant la maltraitance volontaire des animaux. Un débat agite cependant la France à la fin du siècle pour ce qui concerne la tauromachie (et notamment les éventrations de chevaux), contraire à la loi Grammont.

#### Autres pays
D'autres artistes ou notables du XIXe siècle montrent une réelle empathie pour les chevaux. Léon Tolstoï publie en 1885 la nouvelle Le Cheval, qui laisse la parole à un hongre pie nommé l'Arpenteur. Il raconte notamment sa castration, ses débuts sous le harnais et ses capacités à la course, jusqu'à sa mort, saigné par l'équarrisseur.
Un épisode très connu de la vie de Friedrich Nietzsche survient le 3 janvier 1889, alors qu'il est malade et s'est retiré à Turin. Voyant un cheval d'attelage couché à terre et frappé par son meneur, il accourt vers l'animal, enlace son encolure et se met à gémir et hurler de désespoir. Nietzsche sombre ensuite dans une folie dont il ne se remet jamais. L'histoire du « cheval de Turin » nourrit l'imaginaire de nombreux artistes et de commentateurs. Il représente symboliquement un rejet de la théorie de l'animal-machine. Houston Stewart Chamberlain y voit un geste de compassion du philosophe, qui s'identifie à l'animal battu à mort.

### XXesiècle
[...] je ne puis voir un cheval tomber dans la rue sans éprouver à ce spectacle le besoin impérieux d'aider l'animal.

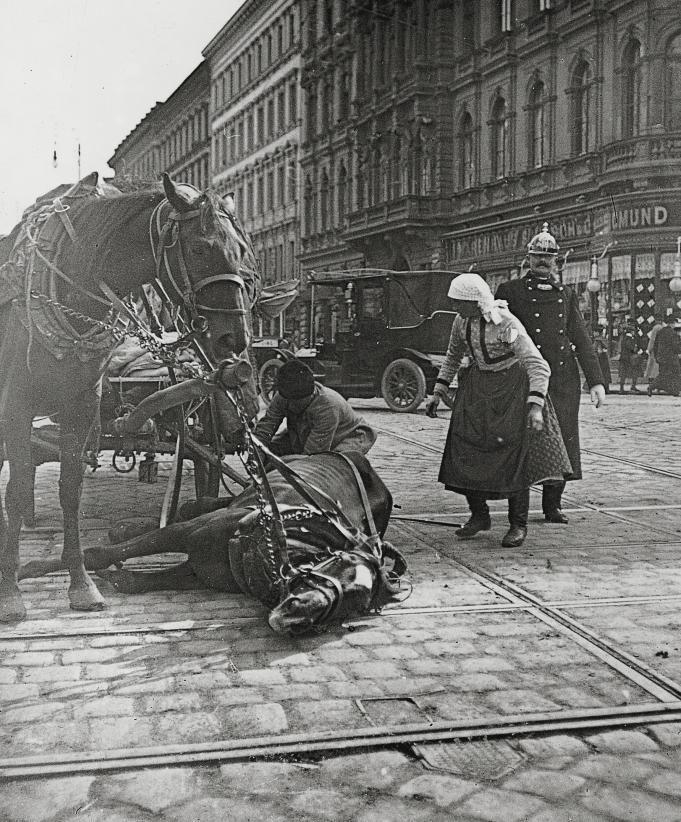
Cheval tombé entre ses harnais, à Vienne au début du XX.

Il y a davantage de changements dans la perception du bien-être du cheval depuis la seconde moitié du XXe siècle qu'au cours de toute l'Histoire passée. D'après Jean-Pierre Digard, la sensibilité envers le traitement réservé aux chevaux passe du respect à un véritable amour, entraînant avec elle une nouvelle problématique. Alors que les maltraitances étaient généralement le fait de personnes qui exploitaient physiquement des chevaux par le passé, le XXe siècle voit naître des maltraitances par ignorance des besoins de l'animal, toute personne pouvant devenir propriétaire d'un cheval notamment pour le loisir. Jean-Pierre Digard pense aussi que la féminisation du monde de l'équitation contribue pour beaucoup au développement du phénomène.
En Espagne, les fréquents étripements de chevaux dans les arènes de corrida poussent Miguel Primo de Rivera à imposer en 1928 le caparaçon protecteur, le peto. Dès lors, l'opposition à la corrida diminue fortement. En 1932, Ernest Hemingway évoque dans Mort dans l'après-midi le côté indéfendable de ces meurtres de chevaux du point de vue de ses contemporains, bien que lui-même leur trouve un côté comique.
Plusieurs ouvrages présentent le cheval d'un point de vue anthropomorphique, notamment Sweet William : A Memoir of an Old Horse en 1996, qui oppose la nature « foncièrement bonne » du cheval à l'attitude « mauvaise » de l'humain envers cet animal.

#### Dernières utilisations militaires

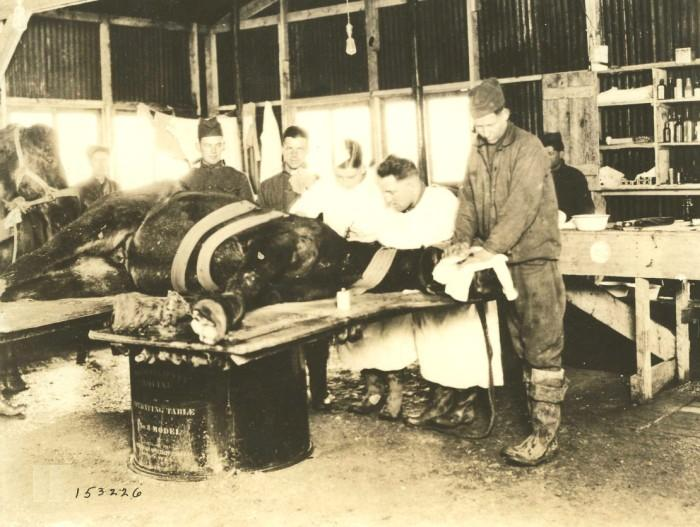
Opération d'un cheval blessé dans une ambulance vétérinaire de l'U.S. Army pendant la guerre.

La Première guerre mondiale s'effectue dans un contexte d'amorçage de la sensibilisation au traitement des animaux. La mort d'un cheval est souvent traumatisante pour les soldats, tout comme l'abattage d'un animal blessé ou mourant. Quand la guerre prend fin, de nombreux chevaux sont abattus du fait de leur grand âge ou de leur maladie, et les plus jeunes vendus aux boucheries françaises ou aux particuliers, ce qui ne manque pas d'attrister les soldats, obligés d'abandonner les bêtes qu'ils ont chéries pendant plusieurs années. Les chevaux de l'Australie et de la Nouvelle-Zélande sont laissés en Europe, ceux dont les armées britannique et égyptienne n'ont pas l'utilité sont abattus pour éviter leur maltraitance par d'autres acheteurs.

#### Mouvements anti-caudectomie
L'opposition à la caudectomie naît aux États-Unis au début du siècle, lorsque les automobiles remplacent les chevaux pour le transport. Les premières lois d'État américaines sont créées pour l'interdire en arguant qu'il s'agit d'une pratique cruelle et devenue inutile, qui empêche le cheval de pouvoir chasser les insectes avec sa queue. Elle est progressivement interdite ou sévèrement découragée dans plusieurs pays. La France en limite les possibilités d'usage en 1996, à l'instigation de Brigitte Bardot. Philippe Vasseur approuve alors une « série d'actions destinées à faire respecter un code de bonne conduite à l'égard des animaux ».

#### Mouvements anti-abattage et anti-hippophagie
L'hippophagie devient la cible de critiques de plus en plus nombreuses. Alors que dans les années 1910, cette consommation est habituelle pour les Français, elle diminue sur la seconde moitié du siècle. Un tabou alimentaire touche aussi la viande de cheval dans le monde anglo-saxon.
En Angleterre, le mouvement du « Horse welfare » voit apparaître sa première grande activiste, Ada Cole, au début du siècle. Émue par le sort des chevaux de travail britanniques, exploités toute leur vie avant d'être exportés en Belgique et abattus pour leur viande, elle crée en 1927 l’International League for the Protection of Horses. Elle parvient à faire voter l'interdiction de l'export des chevaux britanniques vivants pour la viande dix ans plus tard. L'organisme qu'elle a fondé, renommé depuis World Horse Welfare, continue ses campagnes de protection du cheval dans le monde entier. En 1947, la British Horse Society, créée au Royaume-Uni, intègre la protection du cheval (« welfare ») parmi ses missions. La grande figure de la défense des équidés au milieu du siècle est cependant l'américaine Velma Bronn Johnston, dite « Wild Horse Annie ». Née en 1912, elle se met à militer en 1950 pour que cessent les déplacements et les abattages des mustangs et des ânes sauvages sous la pression des colons. Selon son propre témoignage, cet engagement provient du jour où elle a découvert, sur la route, un camion dégoulinant du sang de mustangs en route pour l'abattoir. En 1959, son action pousse le gouvernement américain à publier une loi fédérale qui interdit l'abattage des mustangs sur les terres appartenant aux États. Jugeant cette victoire insuffisante, Velma Bronn Johnston parvient à faire adopter le Wild Free-Roaming Horses and Burros Act en 1971 par Richard Nixon, qui interdit toute maltraitance envers les mustangs.
À l'inverse, l'Australie n'adopte aucune loi particulière en faveur de ses chevaux sauvages locaux introduits à la fin du XVIIIe siècle pour répondre aux besoins des colons, ni des ânes. Depuis les années 1980 jusqu'en 2013, l'abattage de ces animaux depuis des hélicoptères suscite l'indignation de nombreux défenseurs des animaux. La viande des Brumbies sert ensuite à fabriquer de la pâtée pour chiens,. Longtemps saignés vivants, les chevaux abattus pour leur viande en occident sont désormais étourdis avec un pistolet à projectile captif, pour leur épargner la souffrance. Brigitte Bardot révèle cependant les conditions de transport des chevaux de boucherie polonais au public en 1983, provoquant un vif émoi. Les centres équestres, qui accueillent une majorité de cavalières, cachent depuis les années 1990 l'envoi des chevaux réformés aux abattoirs par peur de perdre leur clientèle. Les premiers centres de sauvetages pour équidés maltraités ou menacés de revente à la boucherie se créent à la même époque. L'hippophagie baisse de 60 % entre 1980 et 2001 en France.

#### Horse protection actde 1970

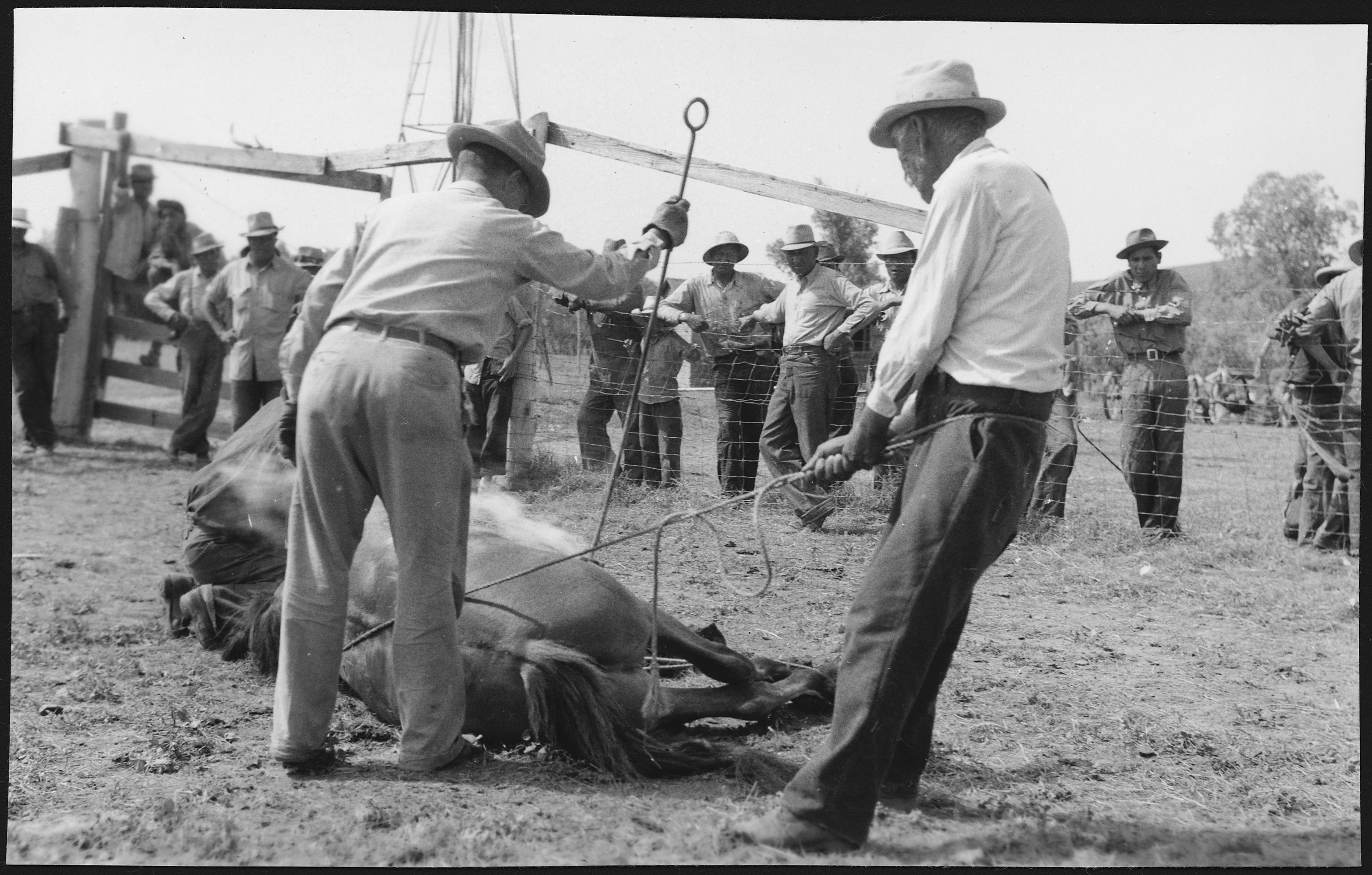
Marquage au fer d'un cheval aux États-Unis, en 1938.

Aux États-Unis, l’Animal humane Association est créée dans les années 1940 pour s'opposer aux nombreuses morts de chevaux pendant les tournages de films western. Un mouvement d'opinion dénonce la cruauté de multiples pratiques sur les chevaux : utilisation de mors sévères, usage excessif du fouet, entraînements avec des électrochocs, coupures de la langue en reining, et plus généralement l'attitude machiste d'un vaste secteur de l'industrie équine, selon laquelle il est normal de frapper un cheval pour établir un rapport de dominance et lui montrer « qui est le maître ». Les exhibitions de chevaux plongeurs, très populaires depuis le milieu des années 1880, disparaissent après la Seconde Guerre mondiale sous la pression du public américain, qui juge ce divertissement cruel.
Ce mouvement en faveur de la protection des chevaux aboutit au vote du Horse protection act de 1970, qui interdit le soring (compression des sabots sous une cale compensée) et le gingering (introduction de substances irritantes dans le vagin ou l'anus, pour donner aux chevaux une attitude plus fringante). Entre les années 1950 et les années 2010, une douzaine d'associations de protection du cheval sont créées aux États-Unis

#### Autres polémiques

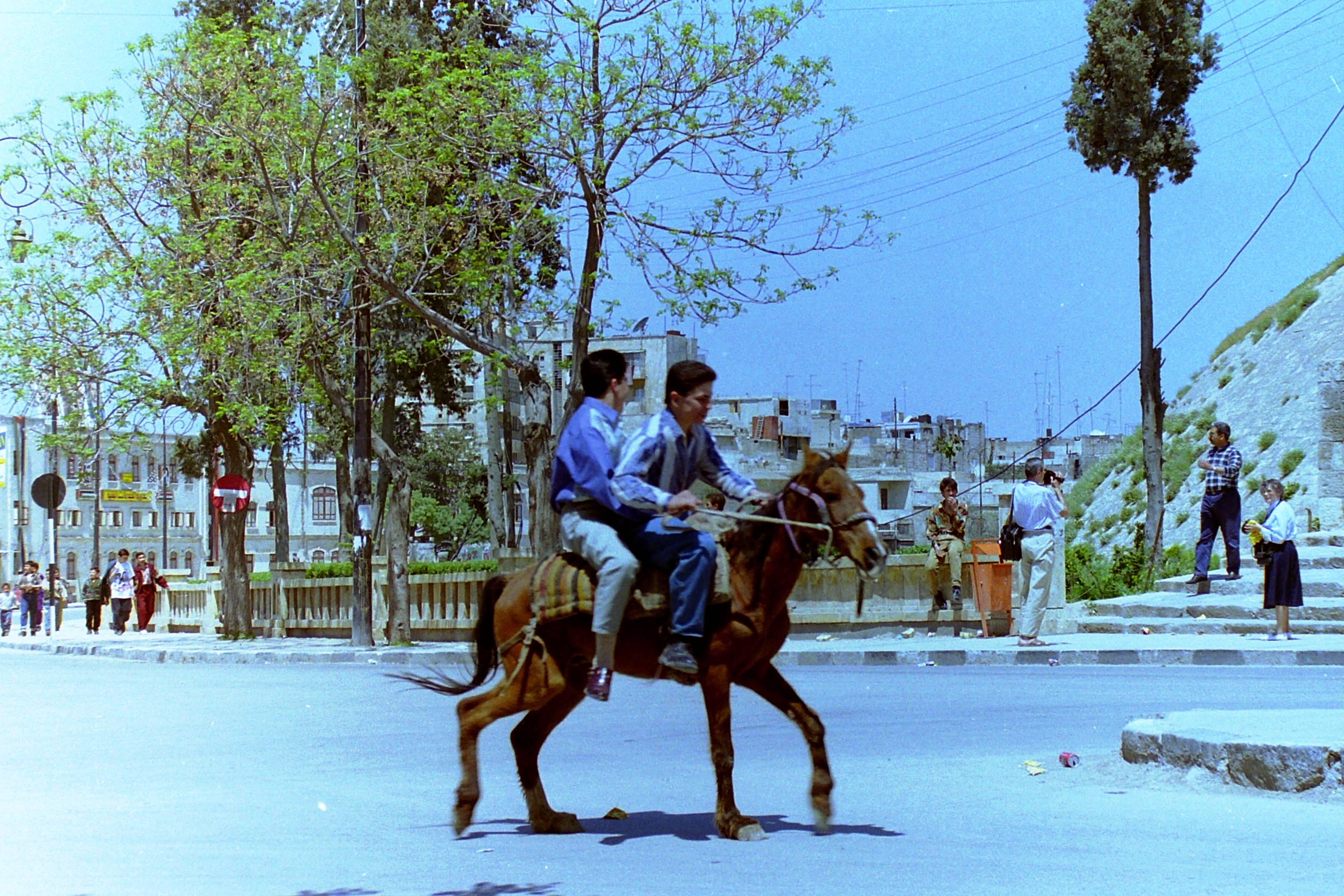
Deux jeunes hommes sur un cheval dans les rues d'Alep (Syrie), en 1996.

Vers la fin du siècle, de nouvelles polémiques apparaissent contre des pratiques telles que le barrage du cheval d'obstacles (consistant à frapper les jambes d'un cheval qui franchit un obstacle pour les lui faire lever plus haut au saut suivant), le marquage au fer rouge (interdit dans plusieurs pays de l'Union européenne), le harnachement des trotteurs et les parcours d'endurance équestre. Plusieurs associations américaines tentent d'interdire l'épreuve de cross des Jeux olympiques d'Atlanta en 1996, arguant du danger des obstacles fixes pour les chevaux. En 1998, le recours à l'entrave est définitivement interdit sur les chevaux en France, à la suite d'accusations de maltraitance sur les poneys Pottok du Pays basque.
Le développement de l'équitation éthologique est indissociable de cette sensibilité grandissante envers le cheval à la fin du XXe siècle. Les premiers pratiquants sont issus du milieu du western américain. Ils développent cette approche par réaction envers les pratiques traditionnelles des cow-boys qui « brisent les chevaux », afin de proposer une alternative à l'équitation western. Les pionniers sont Tom Dorrance et Ray Hunt. Depuis les années 1980, ce courant s'est imposé progressivement dans le paysage équestre et le savoir qu'il véhicule s'est codifié. Le film à succès de Robert Redford, L'Homme qui murmurait à l'oreille des chevaux (1998), popularise les principes de l'équitation éthologique auprès d'un large public.

### XXIesiècle

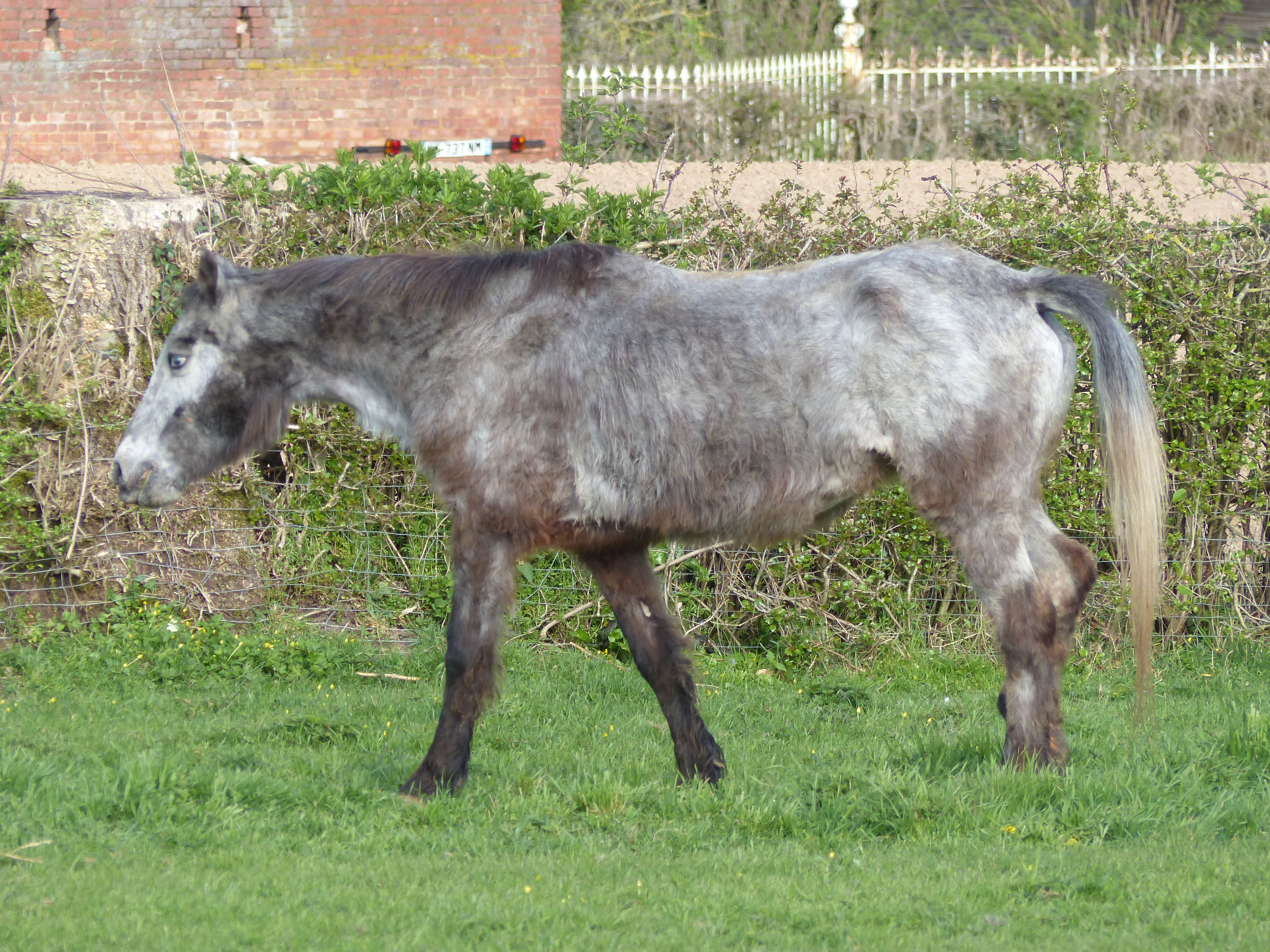
Cheval domestique maigre dans une pâture en Normandie.

Au XXIe siècle, le souci pour la protection du cheval est toujours aussi présent dans la société occidentale. Il s'internationalise de plus en plus. Certains cavaliers professionnels sont pointés du doigt voire condamnés pour maltraitance. Aux Jeux olympiques d'été de 2008, quatre chevaux de saut d'obstacles sont contrôlés positifs à la capsaïcine, un produit chimique appliqué sur la peau pour la rendre plus sensible aux contacts. Le cavalier de saut d'obstacle américain Michal Morrissey écope de 5 000 € d'amende et trois mois de suspension pour avoir donné 13 coups de cravache en punition à sa monture sur un concours en Floride en 2010. La cavalière de dressage autrichienne Ulrike Prunthalier a été condamnée à 4 000 € d'amende en 2012 pour avoir entraîné ses chevaux avec des cailloux sous la muserolle et des chocs électriques. En Allemagne, où la population est très impliquée dans la protection animale, une controverse éclate à propos du marquage au fer, notamment avec la diffusion d'affiches montrant une femme marquée comme les chevaux de race Hanovrienne sur l'épaule, interpellant le spectateur sur la question « que ressentiriez-vous si vous étiez un  cheval ? ». Des traditions comme la rapa das bestas en Galice (qui consiste à arracher des crins aux poneys sauvages) sont également soumises à controverse. En Russie, Alexandre Nevzorov milite contre les maltraitances que font subir les jeunes cavalières avec la cravache et le mors, et pour l'interdiction totale des sports équestres et hippique. Les manèges à poneys, traditionnellement présents sur des fêtes foraines et des foires, sont de plus en plus remis en question. Alors que le sujet était tabou au moins jusqu'en 2014, un nombre croissant de cavaliers ne montent pas (ou plus) à cheval, estimant que c'est source de mal-être pour l'animal. Le sociologue Jérôme Michalon estime que « cette évolution va dans le sens de la société ».
D'après une enquête réalisée par les haras nationaux en 2013, les quatre premières pratiques que les cavaliers français jugent les plus incompatibles avec le bien-être du cheval sont, dans l'ordre : le rollkur, le sport hippique avec utilisation de cravache, les compétitions de sports équestres, et le spectacle. Les lois en vigueur pour la protection du cheval en France en 2014 sont considérées par l'INRA comme étant soucieuses du bien-être de l'animal. La même année, la vidéo d'un cheval battu en Arabie saoudite suscite une vive réaction dans ce pays où l'animal est très choyé. La prospective envisage une préoccupation accrue pour le bien-être du cheval tout au long du XXIe siècle, qui pourrait mener à une réglementation plus sévère de l'équitation et de l'apprentissage en centre équestre. Le compagnonnage avec le cheval devrait se développer, du moins en France et dans les pays occidentaux,,. Les pays qui découvrent l'équitation depuis peu de temps, comme la Chine, n'ont pas eu l'occasion de développer des lois et des structures garantissant le bien-être : le cavalier chinois Alex Hua Tian a pris la parole pour suggérer que la Chine devrait s'inspirer des pays occidentaux sur ce point. Les propriétaires de chevaux font de plus en plus appel aux médecines douces (shiatsu, application d'huiles essentielles, reiki...) dans le but d'offrir du bien-être à leur cheval.

#### Chevaux de laboratoire
L'industrie pharmaceutique utilise différents produits tirés du sang et de l'urine du cheval. La production des œstrogènes conjugués vendus sous le nom de Premarin (pour pregnant mare urine désignant l'ingrédient principal, l'urine de jument gestante) est largement dénoncée (notamment par PETA et le Front de libération des animaux) comme étant une maltraitance. Environ 100 000 juments gestantes sont maintenues immobilisées dans des stalles au Canada et en Chine, les poulains sont tués peu après la naissance pour que la jument soit de nouveau mise en gestation,,. Ces juments sont maintenues dans un état de soif permanent et vivent avec une sonde qui provoque des démangeaisons. D'après certains témoignages, elles sont fréquemment battues et avortent. Malgré les multiples pétitions adressées au laboratoire, la production du Premarin continue vraisemblablement (2014) dans les mêmes conditions, car le marché est très porteur.
Une controverse éclate fin 2015 concernant les chevaux exploités dans les fermes à sang d'Amérique du Sud, pour produire la gonadotrophine chorionique équine, destinée à être employée comme hormone de croissance dans les élevages porcins,,.

#### Courses

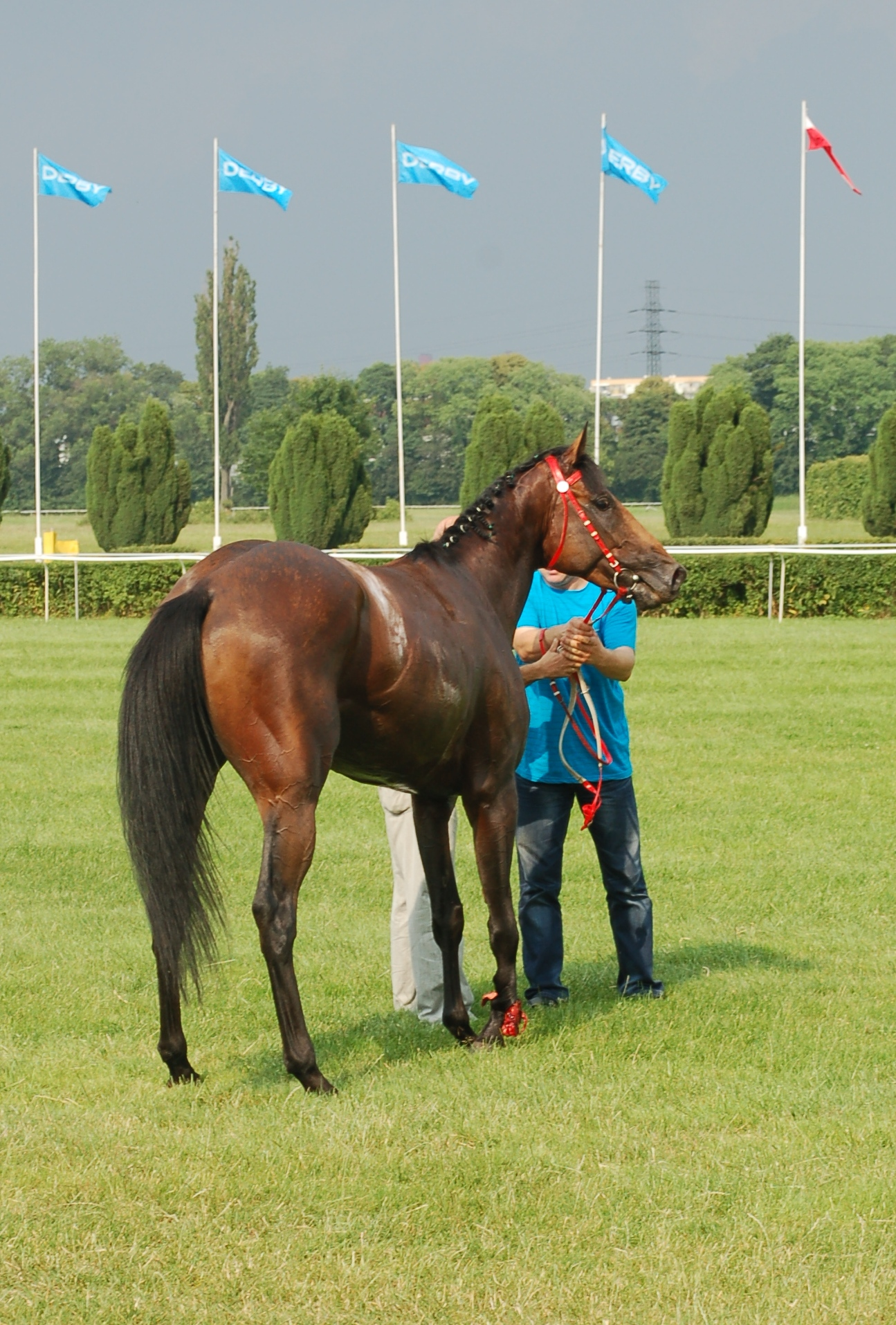
Pur-sang avec une jambe cassée après une course hippique en 2012 à Varsovie : dans cette situation, la plupart du temps, le cheval est euthanasié.

Certaines courses organisées de longue date sont pointées du doigt en raison d'accidents parfois mortels dont sont victimes les chevaux, comme le palio de Sienne et en particulier des courses d'obstacles, notamment le Grand Steeple-Chase de Paris, le Grand national d'Aintree et le Grand steeple chase de Pardubice, considéré comme « anachronique ». En 2008, le second du Kentucky Derby Eight Belles meurt peu après la course d'une fracture des deux membres antérieurs. Le Los Angeles Times publie un éditorial engagé, dénonçant le fait que les Pur-sangs américains sont « élevés pour mourir », à cause de leur trop grande consanguinité. Une autre problématique concerne l'espérance de vie réduite des chevaux de course, qui sont réformés après une courte carrière éprouvante, et finissent le plus souvent à l'abattoir. L'utilisation de la cravache est de plus en plus controversée. La disparition progressive des courses hippiques en Occident est envisagée par la prospective, dans un délai de quinze ans.
La discipline de l'endurance a vu éclater des scandales de plus en plus nombreux, impliquant la mort de montures pendant ou après la compétition. Dénoncés par la Suisse, la Belgique et la France, ils sont apparus avec la participation croissante des cavaliers du Moyen-Orient (Qatar, Émirats arabes unis et Bahrein) aux épreuves internationales. Les cavaliers qui courent pour les écuries de la famille Al-Maktoum sont concernés par ces affaires depuis 2005. La responsabilité potentielle de la présidente de la fédération équestre internationale, la princesse Haya bint al-Hussein est pointée du doigt en raison d'un conflit d'intérêts. En 2014, la participation d'un cheval particulièrement maigre et le décès d'une jument pendant une course d'endurance à Compiègne suscitent une indignation internationale sur les réseaux sociaux,. En février 2015, trois chevaux meurent pendant une course d'endurance de 120 km aux Émirats arabes unis, aboutissant à l'exclusion de ce pays des épreuves d'endurance internationales. Ces affaires mettent en lumière le changement de statut du cheval au Moyen-Orient, devenu au début du XXIe siècle un « bien de consommation courant » et remplaçable.

#### Rollkur
La controverse du rollkur débute en 2005 avec la parution d'un article de presse allemand dénonçant les méthodes néerlandaises d'entraînement au dressage, notamment celle qui consiste à placer le cheval avec le nez dans le poitrail à l'aide d'enrênements. Elle provoque un débat très violent dans le milieu du sport équestre, allant jusqu'aux menaces de mort des cavaliers surpris à entraîner leurs chevaux en rollkur, et des organisateurs de compétition qui leur ont permis de le faire. La Fédération équestre internationale finit par créer une distinction entre le rollkur proprement dit et l'assouplissement dans une position « bas et rond » sans usage de force, en 2010. Malgré cette interdiction officielle, aucune remontrance et aucune sanction n'ont été adressés aux entraîneurs et aux cavaliers de dressage connus pour pratiquer le rollkur.

#### Controverse sur la fermeture des abattoirs américains
La fermeture des abattoirs américains aux chevaux est d'abord soutenue et favorisée en 2005, puis progressivement annulée depuis 2013. L'idée d'origine était de protéger les chevaux d'une mort cruelle, mais dans les faits, cette fermeture des abattoirs sur le sol américain s'est traduite par l'envoi massif de chevaux dont personne ne veut (les « unwanted horses ») vers les frontières des États-Unis, d'où ils ont gagné les pays voisins. Selon certaines sources américaines, le nombre d'abandons et d'actes de cruauté sur les chevaux a augmenté,. Le Los Angeles Times a rapporté un plus grand nombre d'interventions pour des équidés maltraités en Californie, où l'abattage des chevaux a été interdit plus tôt que dans les autres États, information cependant contredite par l'université de Californie à Davis, qui affirme ne pas avoir relevé de hausse dans les maltraitances. Les chevaux non désirés issus du territoire américain sont envoyés au Mexique, au Canada et au Brésil afin d'y être abattus, voyageant sur d'énormes distances et dans des conditions « infernales » pour atteindre les abattoirs, ce qui signifie pour eux un grand niveau de stress. La réouverture des abattoirs américains a été préconisée en 2013, pour des raisons de protection.

#### Abandons de chevaux

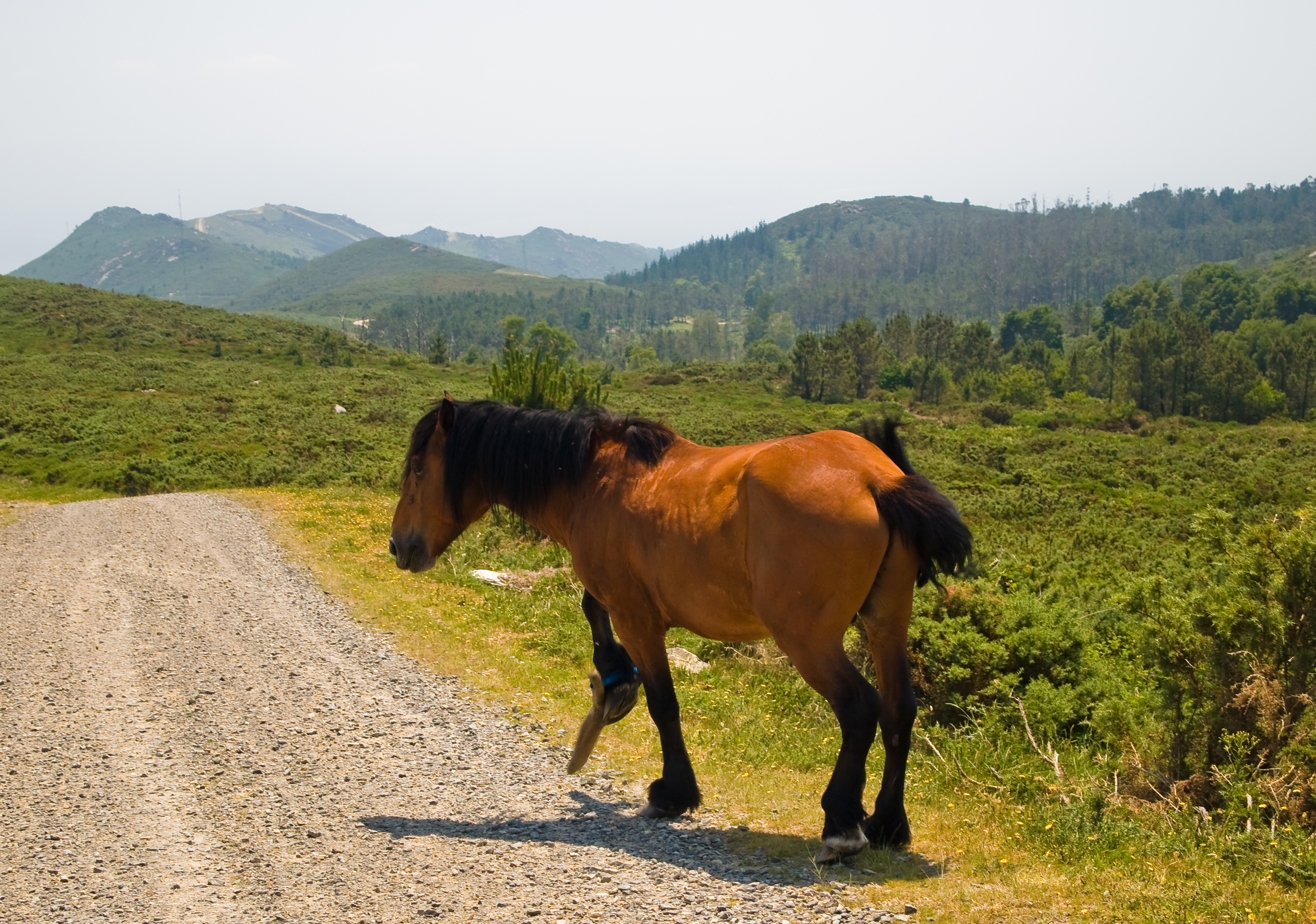
Cheval portant une entrave, en Galice.

La crise financière mondiale qui a débuté en 2007 a provoqué l'apparition d'un nouveau phénomène d'abandon de chevaux dans des pays développés, leurs propriétaires préférant les laisser errer dans la nature en cas de soucis financiers, plutôt que de les conduire à l'abattoir. En Irlande, entre 20 000 et 100 000 chevaux errent sur l'île durant l'hiver 2010-2011. Le même phénomène touche la Grande-Bretagne, où il n'est pas rare de trouver des chevaux et des poneys abandonnés au bord des routes, ce qui a conduit à l'adoption de lois spécifiques pour permettre aux autorités de les gérer. En Espagne, cette crise a des effets très négatifs sur l'élevage du Pure race espagnole. Certains propriétaires n'ont plus les moyens de garantir le minimum vital de leurs chevaux. L'Andalousie est particulièrement touchée par les difficultés financières, de nombreux propriétaires se séparant de leurs animaux à des prix très bas, y compris pour qu'ils soient abattus. Le nombre d’unwanted horses a dramatiquement augmenté aux États-Unis.
Le phénomène est connu en Belgique, en Suisse et en France à travers la hausse des demandes d'adoption de chevaux dans les refuges, et le « phénomène nouveau » que représente la saisie de troupeaux en souffrance directement chez leurs éleveurs, ou encore la volonté d'héberger un cheval chez soi pour économiser les coûts, sans que les structures n'y soient adaptées.

#### Circulation des calèches et autres attelages hippomobiles

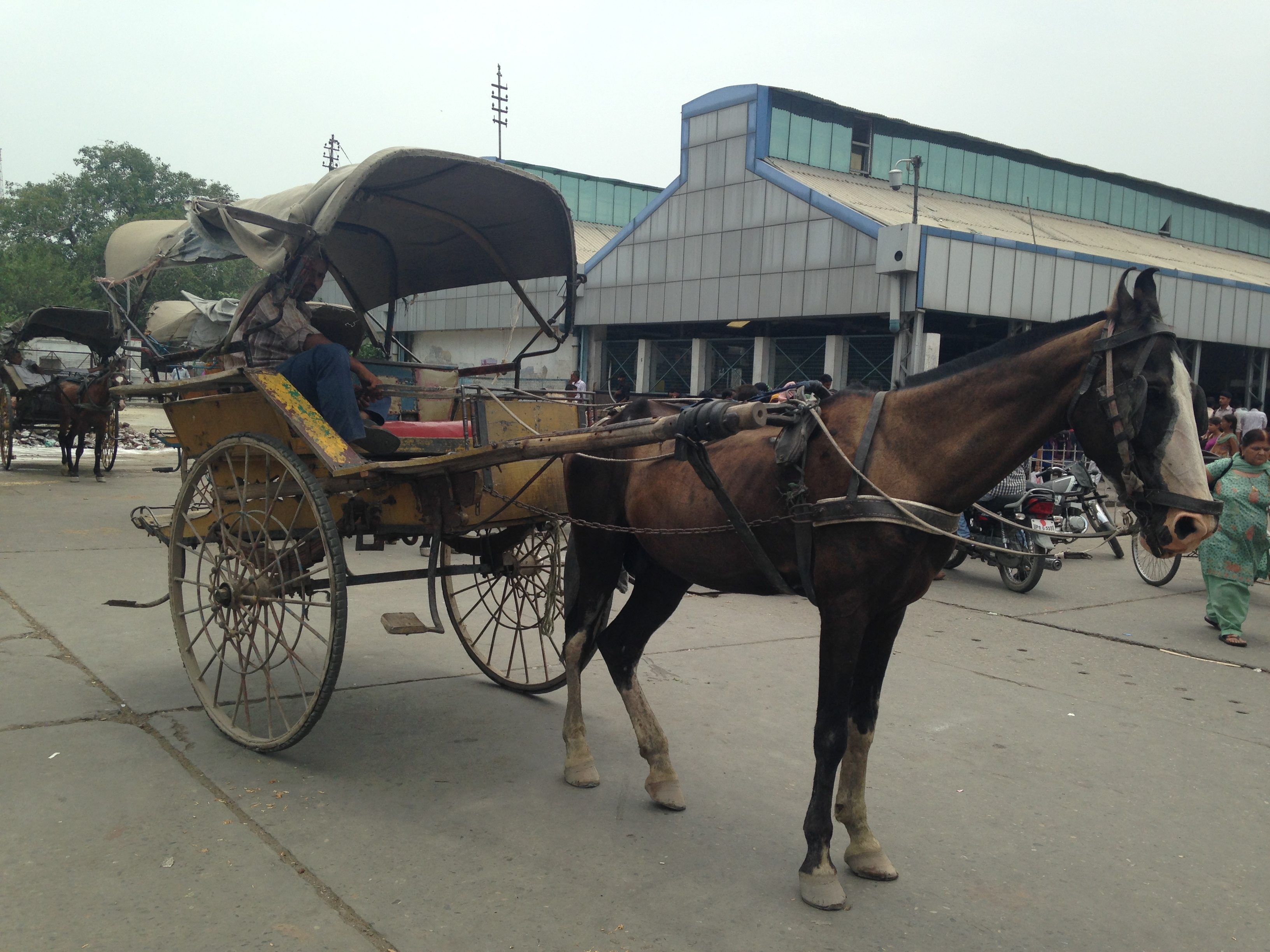
Véhicule hippomobile à Saharanpur, en Inde.

De nombreuses polémiques éclatent en ce qui concerne le recours à la traction hippomobile en milieu urbain ou sur les routes. Si la limitation de la circulation des attelages en Roumanie depuis 2008 semble liée à une volonté de moderniser ce pays, l'interdiction des calèches de Central Park à New York, symboles de la ville depuis un siècle, est proposée par le maire en 2014 pour des raisons de protection (malgré des soupçons de pressions financières). Israël devient le premier pays à interdire totalement la circulation des attelages hippomobiles sur les routes et dans les rues de ses villes en 2014, officiellement pour lutter contre la maltraitance dont sont victimes les chevaux et les ânes. La seule exception concerne les attelages touristiques. Cette action s'accompagne d'une marche pacifiste qui rassemble 4 000 sympathisants pour les droits des animaux.
La mort de chevaux d'attelage voués aux visites touristiques dans les rues de Carthagène, en Colombie, est dénoncée comme une maltraitance, tout comme les conditions de détention des chevaux de calèche à Mumbai en Inde. La même polémique touche les chevaux des attelages touristiques à Pétra en raison de la diminution du tourisme, ceux de Barcelone et de la ville de Québec. Le maire de San Juan bannit la circulation des hippomobiles en avril 2015 pour des raisons de bien-être animal

## Signes et sources de mal-être chez le cheval

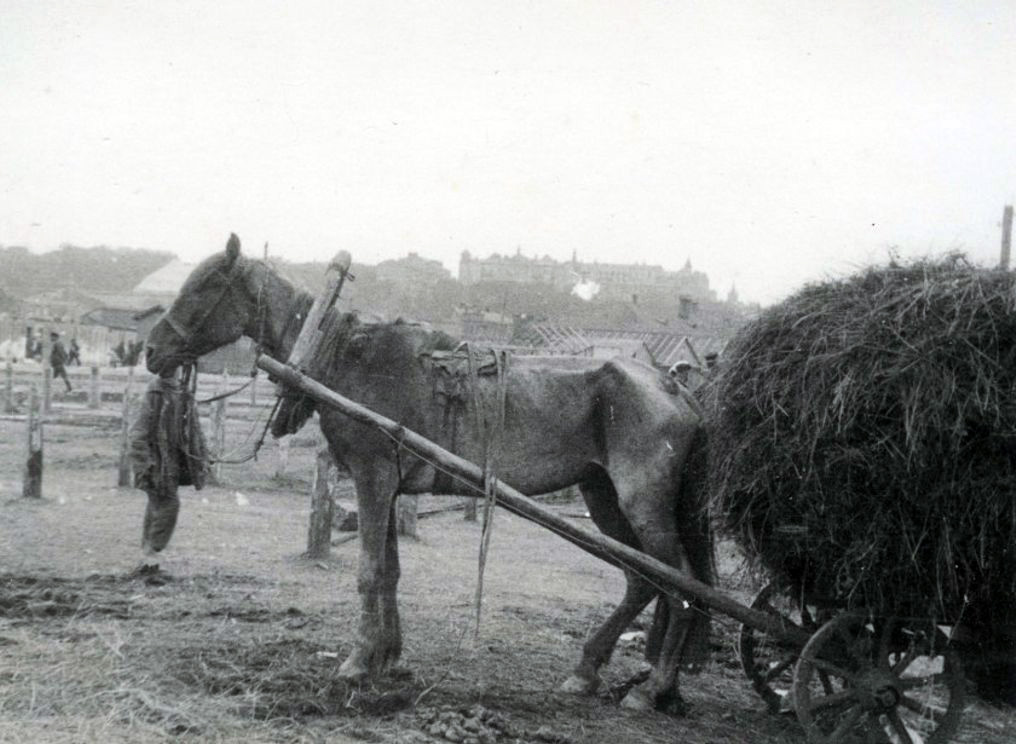
Cheval émacié mis au travail pendant la grande famine de 1932-1933 en Ukraine.

La définition d'une notion de « bien-être » chez le cheval peut-être difficile en raison de l'anthropomorphisme. Les définitions scientifiques ne s'accordent pas toutes. L'éthologue Marthe Kiley-Worthington conseille de se méfier de notre tendance à juger le ressenti du cheval sur des critères humains. Un poney couvert de boue dans un pré est souvent vu comme un animal maltraité et beaucoup plus malheureux qu'un Pur-sang impeccablement toiletté dans un box. Du point de vue du cheval, c'est l'inverse, l'animal ayant besoin de contacts sociaux, de se déplacer, de brouter et de se rouler sur le sol pour se gratter. Pour faciliter une définition objective de la notion de « bien-être du cheval », il est d'usage de se référer aux « cinq libertés » définies par le Farm Animal Welfare Council en 1979, :
- absence de faim, de soif et de malnutrition ;
- absence d'inconfort ;
- absence de douleurs physiques, de maladies et de blessures ;
- possibilité d'exprimer les comportements normaux de l'espèce ;
- absence de peur et d'anxiété.

Les propriétaires et utilisateurs de chevaux ont une obligation morale, et dans certains pays une obligation légale de prendre soin de ces animaux. Les trois premiers critères de mal-être sont assez simples à reconnaître et faire respecter, mais ce n'est que rarement le cas pour les deux derniers. Contrairement à d'autres espèces animales domestiques comme le chien, le cheval exprime très peu de signes de mal-être extérieurs et notamment, il ne crie pas. Les fouaillements de queue intempestifs témoignent de son inconfort, mais ils peuvent aussi être un moyen pour lui de chasser les insectes. La boiterie est simple à détecter, le refus de soulever un membre ou de le laisser être touché peut indiquer une douleur. De manière générale, un cheval qui transpire abondamment, s'agite, se couche et se roule au sol ou encore qui tremble expérimente certainement une souffrance. Le regard vers le ventre est notamment un signe de coliques. L'expression de la tête avec les oreilles couchées en arrière forme un précieux renseignement. La souffrance psychologique se manifeste entre autres par un désintéressement profond envers l'environnement, et d'autres symptômes assez proches de ceux d'une dépression. Une baisse subite de performances, une raideur dans le travail indiquent un problème physique caché. L'état des sabots est également un indice. Un cheval dont les sabots sont très longs (y compris retournés en babouche) ou fendus manque de soins et souffre.
Si un cheval trop maigre est clairement en souffrance, l'état d'embonpoint, plus difficile à repérer, cause tout autant de problèmes physiques avec notamment un risque élevé de fourbure : une étude publiée en mars 2015 révèle que 31 % des chevaux britanniques, pour la plupart des animaux de loisir, sont obèses. Un cheval maigre n'est pas forcément maltraité, la vieillesse impliquant chez lui une sensibilité accrue aux maladies et une difficulté à reprendre du poids. La méconnaissance entraîne des problèmes pour les propriétaires de chevaux âgés, parfois soupçonnés à tort de maltraitance, alors que les chevaux âgés peuvent tomber malades et maigrir spectaculairement sans que leur propriétaire n'ait fait preuve de négligence,.

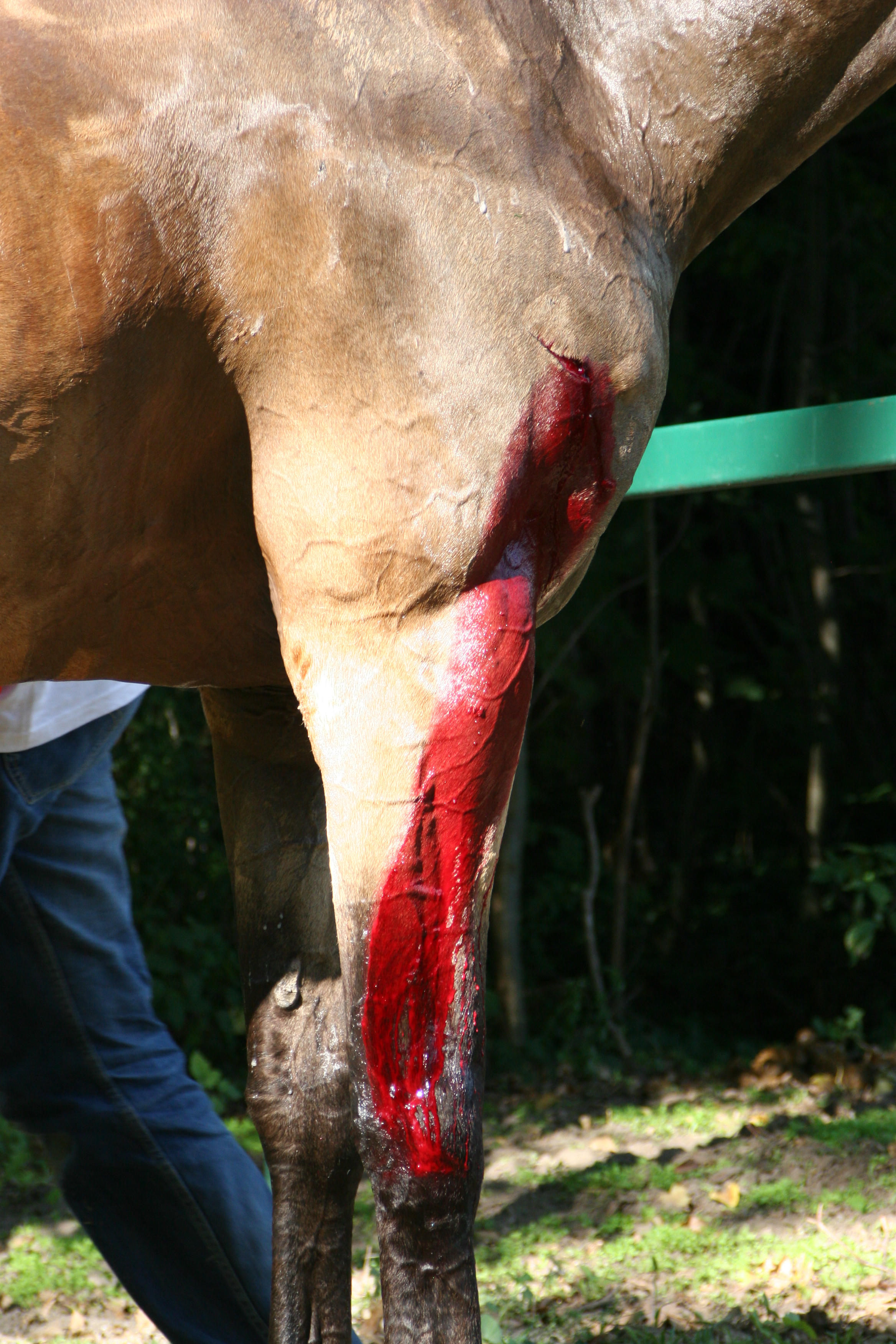
Blessure résultant d'une partie de polo
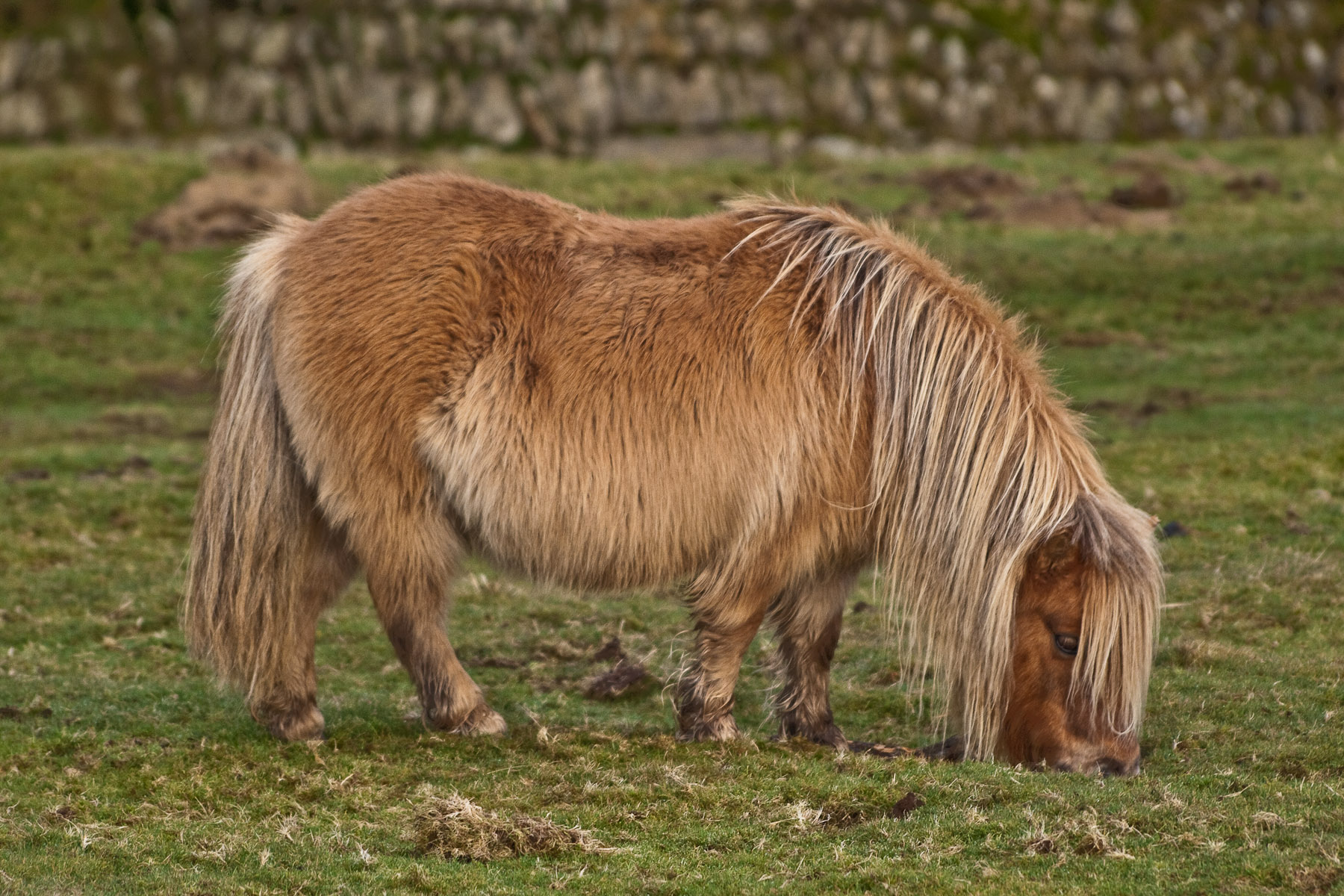
Obésité
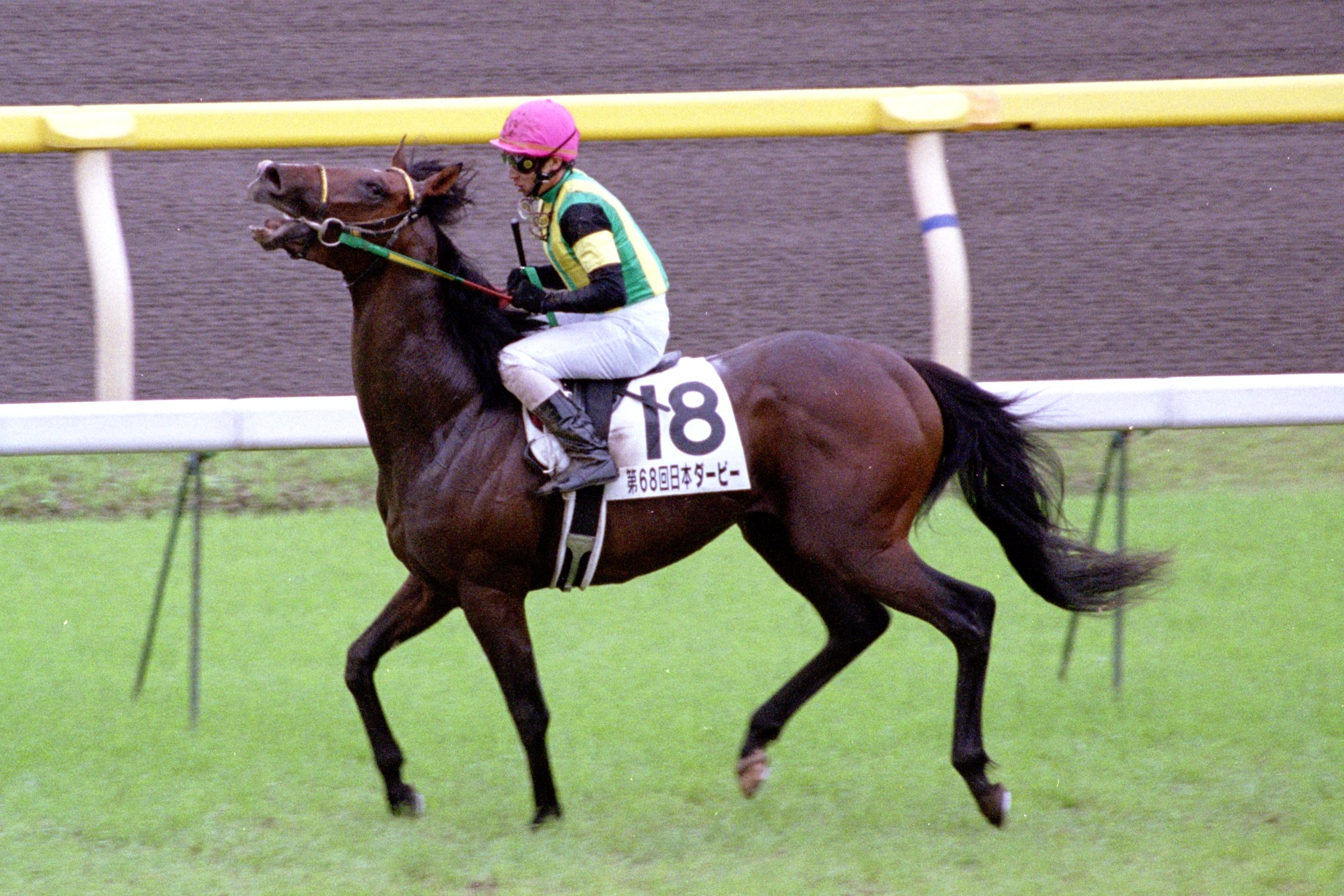
Tentative d'échapper au mors
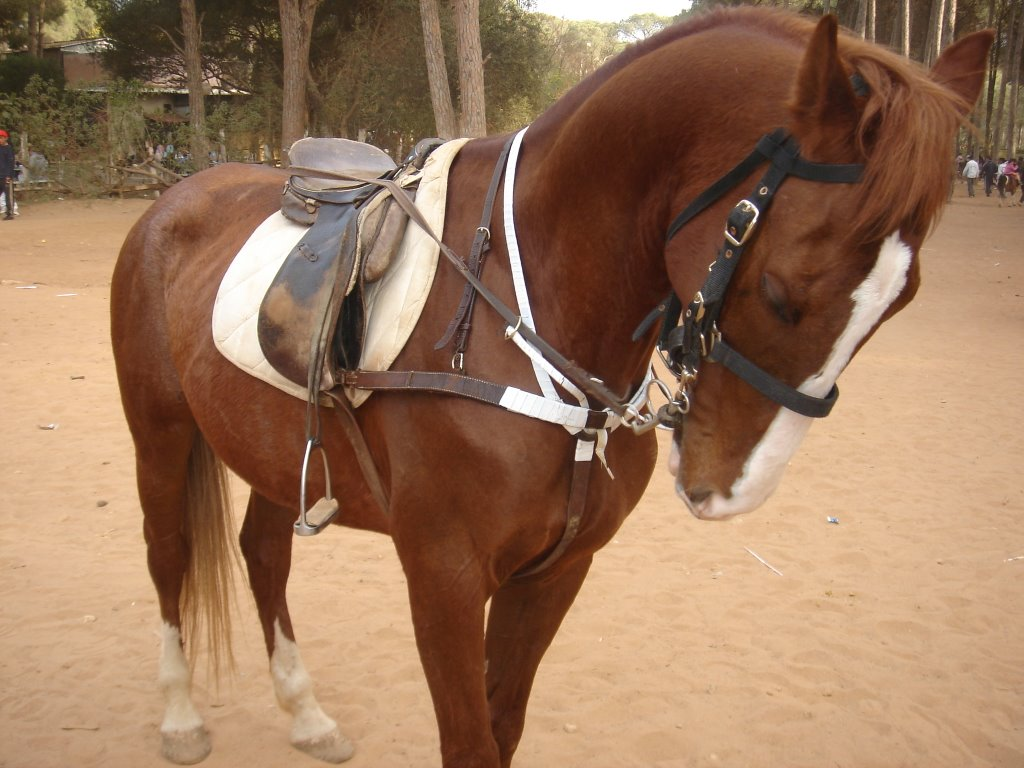
Attache douloureuse

Du fait de sa grande taille, le cheval est souvent considéré comme moins sensible à la douleur que les êtres humains. Cependant, des études préliminaires indiquent qu'il pourrait être beaucoup plus sensible que les gens ne le pensent généralement, son épiderme étant richement innervé (le cheval ressent une mouche posée sur sa peau).
Des facteurs émotionnels sont soupçonnés de pouvoir provoquer un mal-être. Si les chevaux ne manifestent aucun signe d'inconfort selon qu'ils sont regardés dans les yeux ou pas, une étude suggère qu'ils perçoivent l'état émotionnel de l'être humain et sont influencés par celui-ci. Leur rythme cardiaque augmente en présence d'une personne qui déclare avoir peur ou ne pas aimer les chevaux, tandis qu'il est normal en présence d'une personne qui déclare aimer cet animal ou être neutre à sa présence.

## Pratiques débattues
De nombreuses interrogations se posent quant aux conditions de vie imposées au cheval domestique. Elles se révèlent souvent éloignées de la vie de l'espèce en liberté. Le cheval est un animal sociable dans la nature, qui supporte très mal l'isolement. Il peut aller jusqu'à déprimer et cesser de s'alimenter si ses besoins de contact ne sont pas remplis. Le cheval peut aussi expérimenter du mal-être sans que l'humain n'en ait eu l'intention, de nombreux cas résultant d'ignorances ou de négligences, telles que la tendance à considérer que le cheval doit être disponible en permanence et la modification de son mode d'alimentation avec des granulés et des concentrés, pour augmenter sa croissance et sa productivité. Un déficit dans les conditions de vie offertes aux chevaux entraîne souvent des problèmes de relation entre l'humain et le cheval.
Bien qu'aucune statistique ne soit disponible, des faits divers font régulièrement état de chevaux victimes d'actes de cruauté gratuits, volontairement battus, tués à coups de feu ou de couteau, pour des motifs allant de la jalousie contre leur propriétaire jusqu'au sadisme pur.

### Interventions physiques
Le cheval peut subir diverses interventions physiques, notamment la castration, la caudectomie (coupe de la queue), le marquage au fer ou encore la coupe des vibrisses. L'atteinte à l'intégrité physique d'un cheval pose un questionnement tant éthique qu'en matière de bien-être.
Comme chez d'autres espèces animales, les vibrisses du cheval sont des organes tactiles (situés autour du nez et de la bouche) qui l'aident à percevoir l'environnement en dehors de son champ visuel. Interdit par la Suisse et l'Allemagne, leur rasage créée un véritable mal-être en diminuant la perception de l'animal, ce qui peut le conduire par exemple à se cogner.

#### Castration
La castration est pratiquée en premier lieu pour le confort des humains, puisqu'elle rend généralement le cheval mâle plus doux et plus facile à manier, réduisant les risques de conflits entre mâles, tout en permettant de contrôler les ressources génétique des élevages. Selon Päivi Nussbaumer, vétérinaire à l'Institut suisse de médecine équine (ISME), « la castration chirurgicale est astreignante, douloureuse et peut conduire à des complications sévères ».

#### Ferrage,soringet autres interventions sur le pied

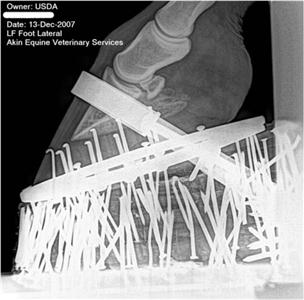
Image aux rayons X montrant le pied d'un Tennessee Walker victime de soring.

Le cas du ferrage est particulier. À l'origine, c'est une mesure de protection du pied du cheval contre l'usure subie sur les différents types de sols durs. Cependant, son utilité est remise en cause par un nombre croissant de cavaliers qui estiment que la mise « pieds nus » respecte davantage la nature du cheval. Selon Pierre Enoff, le cheval n'a en réalité pas besoin d'une ferrure, celle-ci contrariant sa locomotion et sa perception sensitive en le forçant à s'appuyer sur les seules parois du sabot, sans pouvoir utiliser sa sole ni évaluer les difficultés du terrain. La position dominante des professionnels du monde du cheval, et notamment des maréchaux-ferrants, est de voir dans la ferrure un acte de protection pour le sabot. De même, une mise pieds nus trop rapide peut être néfaste pour un cheval qui a longtemps vécu ferré si son pied n'y est pas préparé.
La pratique du soring dans le Tennessee aux États-Unis est par contre dénoncée sans ambiguïté comme étant une maltraitance, par différents vétérinaires et spécialistes du cheval. Interdite par le Horse protection act de 1970, elle consiste à poser une cale lourdement lestée et fixée pour comprimer les sabots des antérieurs, forçant le cheval à se déplacer d'une manière artificielle. Souvent, les membres antérieurs sont enduits d'une substance irritante.

#### Marquage au fer
Le marquage au fer est moins commun que dans le passé. En France et en Allemagne, son but principal est le marketing et la promotion des animaux. Le but d'identification, prouver la propriété des animaux perdus ou volés, est devenu caduc avec la généralisation de la puce électronique. L'utilisation du marquage au fer pour identifier les animaux et les prémunir contre le vol est considérée comme peu fiable. Sa seule utilité réside dans le marketing : d'après une étude réalisée à l'université de Göttingen (2013), les acheteurs sont prêts à payer environ 12 % plus cher pour un cheval marqué. Le marquage au fer provoque une vive douleur et peut-être vu comme un acte de cruauté, une « souffrance au nom de la tradition et du marketing ». Le fer rouge entraîne une exposition de la peau à une chaleur de 700 degrés. Le cheval marqué au fer garde une température corporelle plus élevée de 4 °C le jour de son marquage, et de 2 à 4 °C les six jours suivants. La partie du corps qui a été marquée présente les lésions typiques d'une brûlure au troisième degrés, avec des chairs nécrosées.

#### Interventions sur la queue

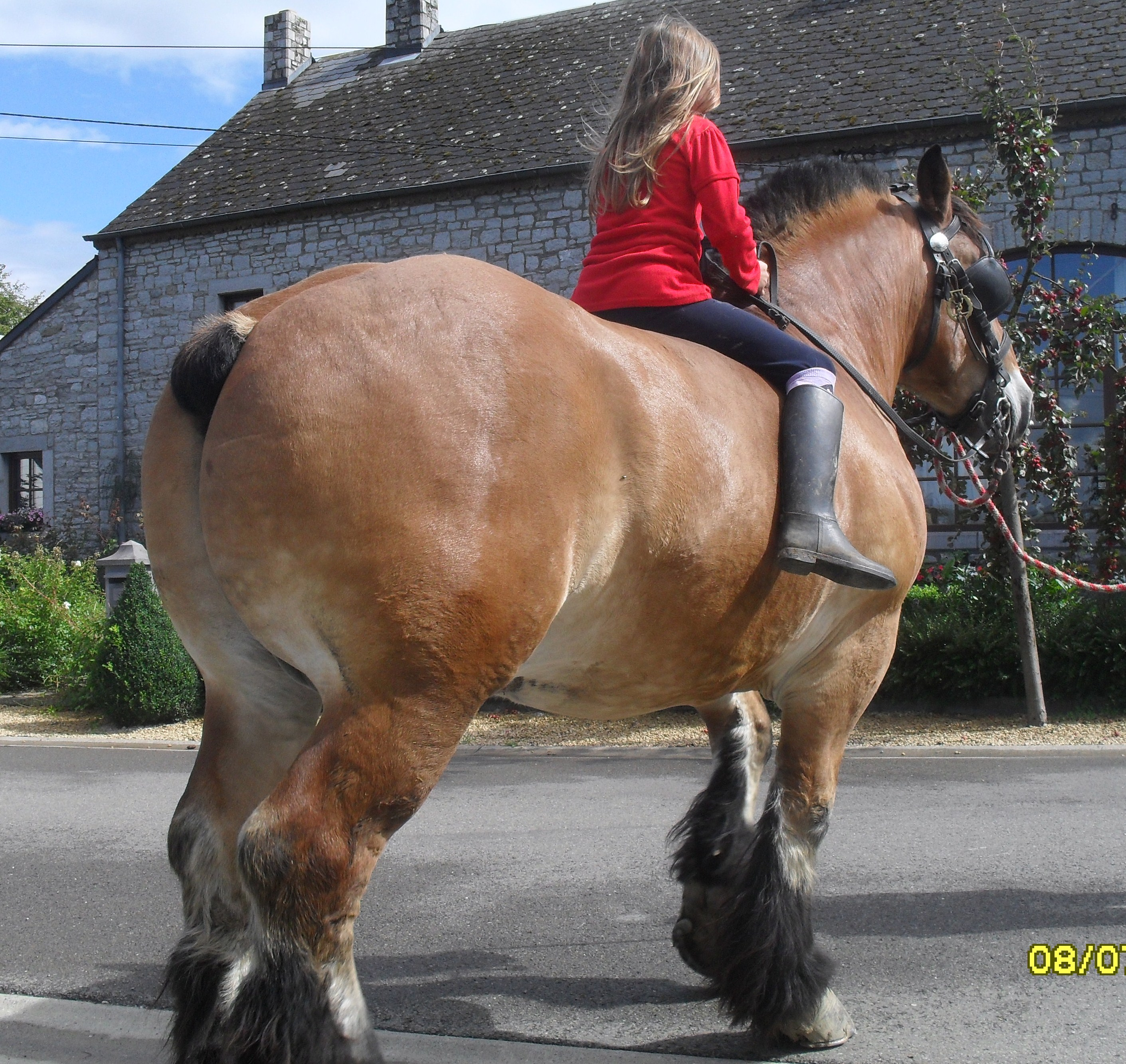
Cheval de trait ardennais belge caudectomisé.

Il existe beaucoup d'interventions sur la queue du cheval, pour des raisons essentiellement esthétiques (les raisons pratiques ayant disparu avec la traction hippomobile à grande échelle). D'après Sandra Tozzini, ces pratiques vont de l'éthiquement condamnable au « criminel », et toutes causent une souffrance « sans raison d'être ». Couper la queue ou la relever artificiellement pousse souvent le cheval à avoir une action plus relevée dans ses allures.
La caudectomie (ou caudotomie) est la plus courante des interventions sur la queue. Ablation des dernières vertèbres du coccyx par sectionnement, elle donne une queue plus courte ou un moignon de forme ronde. La caudectomie concerne presque essentiellement les chevaux de trait et d'attelage. Propre au monde anglo-saxon, le niquetage (en anglais nickering) est un sectionnement des muscles abaisseurs de la queue, qui a pour effet de la relever. L'animal doit porter un dispositif nommé « tail set  » après l'opération pour que l'atrophie du muscle soit complète. Ce dispositif est peu agréable et l'empêche d'aller en extérieur. Le blocage de la queue (« tail blocking ») s'effectue par l'injection d'alcool dans le nerf qui contrôle les mouvements de cet appendice, empêchant le cheval de bouger sa queue. Cette pratique moins invasive que les précédentes est utilisée illégalement pour des concours où le mouvement de queue, témoignage d'inconfort du cheval, est un motif disqualifiant. Le blocage de la queue peut provoquer des complications comme l'ataxie. L'introduction d'alcool, d'épices ou d'autres substances irritantes dans l'anus ou le vagin, nommée gingering, est employée pour forcer le cheval à maintenir sa queue plus haut et donner l'impression d'un animal plus fringant. 

### Conditions d'élevage

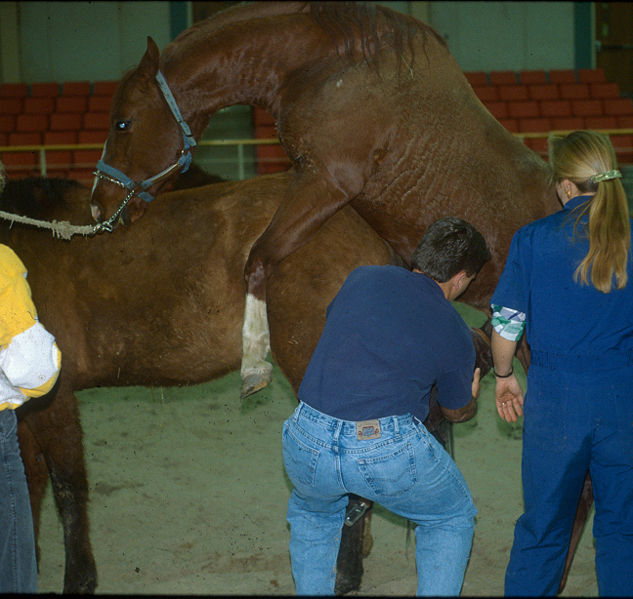
Monte en main.

Les conditions d'élevage du cheval domestique présentent des divergences évidentes avec l'état sauvage, que ce soit en matière de reproduction, d'éducation du poulain ou par l'appel à d'autres pratiques et techniques discutables. La monte en main, méthode de reproduction qui consiste à entraver une jument en chaleur avant de lui présenter l'étalon, est assimilée à un « viol organisé ». L'absence de préliminaires peut faire paniquer la jument.
Le sevrage du poulain se produit en général beaucoup plus tard en liberté que dans un élevage, où il est séparé de sa mère vers l'âge de six mois. Bien que le poulain de six mois soit passé du lait de sa mère à une alimentation fourragère, cet âge de séparation est considéré comme étant trop précoce pour garantir qu'il ait appris suffisamment de sa mère. Cela peut conduire le poulain à développer plus tard des vices d'écurie ou d'autres problèmes. Une manière de l'éviter consiste à sevrer des poulains en groupe, et à garder au sein de ce groupe un ou plusieurs chevaux adultes autres que leur mère, de manière que les poulains puissent continuer à apprendre les codes sociaux propres à leur espèce. La production de lait de jument pose également une question éthique, la présence du poulain étant nécessaire à la montée de lait chez la jument. Prélever le lait implique qu'il ne sera pas consommé par le poulain, et induit de fortes chances que ce dernier soit revendu à l'abattoir (car carencé).
Certains propriétaires de jeunes poulains manipulent ces derniers à outrance, ce qui conduit le poulain à considérer l'humain comme un membre de sa propre espèce, et peut être à l'origine de graves problèmes de comportement. Les critères de sélection de certaines races poussent à faire naître des chevaux qui souffrent de leur morphologie. C'est le cas des Quarter Horses et des Paint Horses de Halter, sélectionnés aussi musclés que possible sur des membres fins, ce qui fait souffrir le cheval au niveau des pieds en plus de favoriser la prolifération d'une maladie génétique des muscles. De plus, ces chevaux sont souvent complémentés avec des stéroïdes et confinés dans des espaces réduits, pour garder leur musculature excessive. Dans le monde des courses, les poulains devant être aptes à courir dès l'âge de deux ans reçoivent une alimentation spécifique destinée à stimuler leur croissance, ce qui peut provoquer des problèmes articulaires et osseux plus tard,.
L'utilisation de l'entrave est connue pour certains élevages extensifs en semi-liberté, afin d'empêcher certains chevaux de trop s'éloigner. En plus de les forcer à se déplacer au pas, l'entrave provoque des douleurs.

### Conditions de détention
Les conditions de détention des chevaux ont peu évolué dans les pays développés. À l'état sauvage, ces animaux se déplacent chaque jour sur 10 à 15 kilomètres et passent la plus grande partie de leur vie à brouter l'herbe fraîche. Les chevaux peuvent être maintenus dans des box (plus rarement en stalle), au pré, ou en système extensif. Il est fortement déconseillé d'héberger des poulains ou des chevaux — même miniatures — à l'intérieur d'une habitation humaine. 

#### Box et stalle

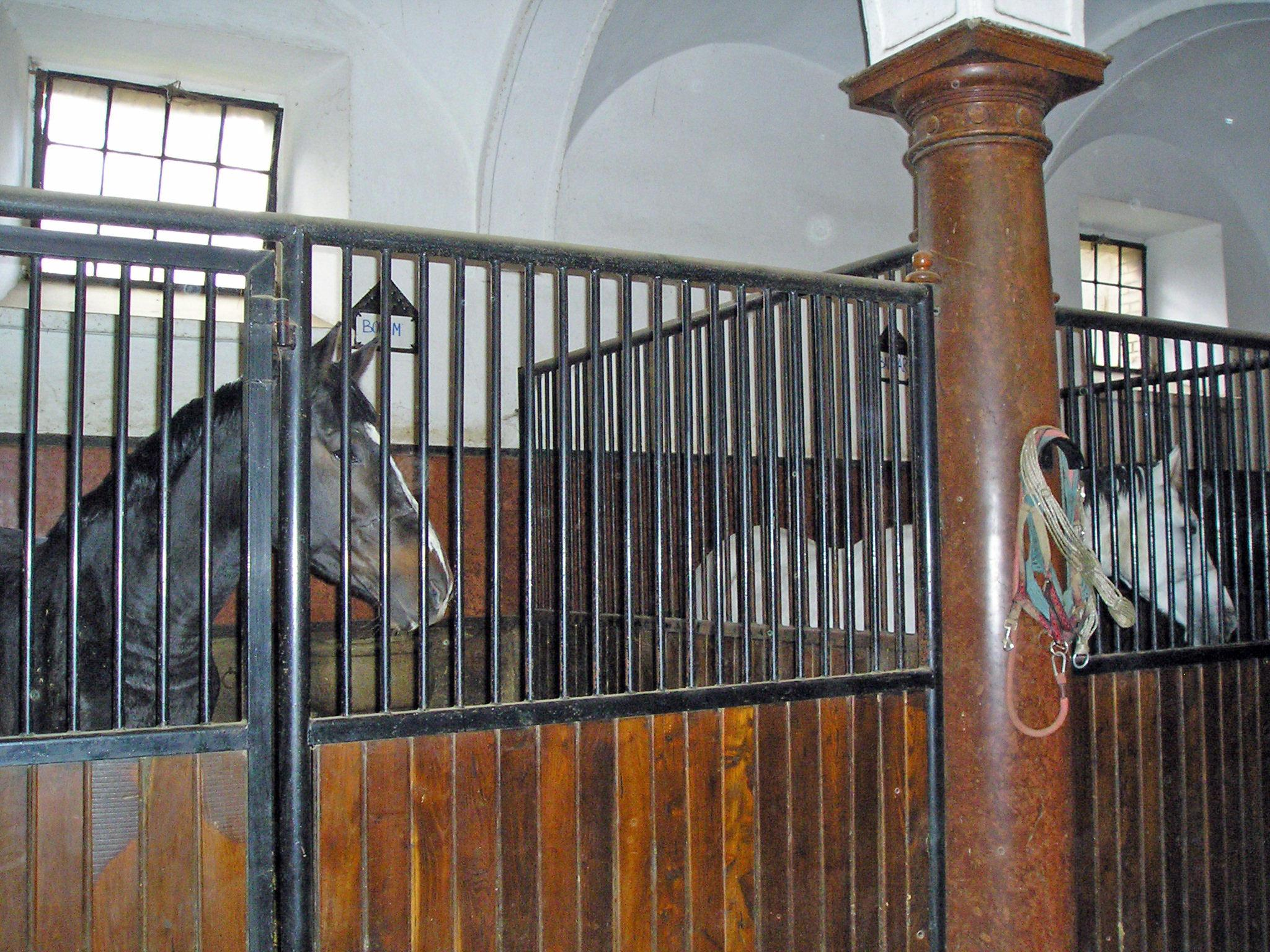
Chevaux dans leurs box en Hongrie.

Lorsque les humains ne l'utilisent pas, le cheval reste le plus souvent enfermé en écurie, dans un box ou une stalle. La taille du box est réduite (3 à 4 mètres de côté pour 2,50 m de haut), celle de la stalle l'est davantage encore. Le cheval y dispose de très peu d'espace pour se mouvoir. Ce confinement en écurie, souvent renforcé par la présence de grilles, le prive aussi de contacts avec ses congénères. Sa nourriture est souvent jetée à même le sol, parfois là où il est forcé à uriner et à déféquer. Selon la définition du bien-être du cheval préconisée par l'INRA et le Farm animal welfare council, la vie en box ou en stalle empêche le cheval d'exprimer les comportements normaux de son espèce, il s'agit donc d'une forme de maltraitance. D'autres spécialistes comme Pierre Enoff (qui compare le cheval en box à un poisson rouge dans un verre d’eau) et Lætitia Bataille (qui compare le terme officiel de « détention d'équidés » au vocabulaire carcéral) estiment également que la mise en box cause une souffrance. Les méfaits de cette vie prolongée en box ou en stalle sont à l'origine des vices d'écurie. Ces troubles du comportement du cheval domestique proviennent souvent de l'isolement et du manque d'exercice. Leur expression peut être variée. L'institut français du cheval et de l'équitation conseille de ne jamais laisser le cheval seul, ni au pré ni à l'écurie. Dans le cas d'une mise en box ou en stalle, la loi suisse exige que le cheval soit sorti au minimum deux heures chaque jour. Enfin, ces conditions de vie causent de l'agressivité : plus elles sont éloignées des conditions offertes à l'état sauvage, plus les problèmes relationnels entre chevaux augmentent.

#### Pré
La vie au pré sur une surface permettant au cheval de se déplacer et de brouter librement n'est cependant pas une garantie absolue de bien-être. Il reste dépendant des humains qui en ont la garde. Les cas de divagation de chevaux échappés de leur pré peuvent découler d'une malveillance extérieure, mais aussi d'une mauvaise prise en compte des besoins (manque de nourriture, eau qui gèle dans l'abreuvoir en hiver, proximité d'un élément effrayant...) qui le pousse à s'échapper. Les divagations sont à l'origine de nombreux et graves accidents, en particulier de collisions avec des véhicules. La mise au pré fait également courir un risque au cheval à cause des actes de chasse, des cas de chevaux tués par des balles perdues voire abattus volontairement sont répertoriés régulièrement.
L'usage du fil de fer barbelé est lui aussi source d'accidents. Le cheval doit, dans tous les cas, disposer d'un abri pour se protéger du vent et des intempéries. Pour mieux répondre aux besoins du cheval tout en facilitant son entretien, les Allemands ont créé le concept d'« écurie active », qui s'appuie sur les nouvelles technologies. Les chevaux sont logés en groupe et nourris automatiquement selon leurs besoins, avec un accès illimité à des aires de repos et de détente.

#### Transport

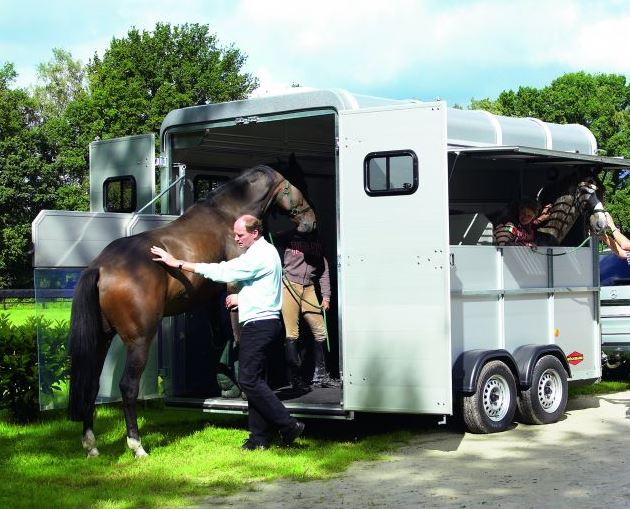
Cheval embarqué dans un van de transport.

Le transport des chevaux est par nature contraire aux cinq libertés en raison du peu d'espace disponible, de l'absence d'accès à la nourriture et à l'eau. Les études prouvent aussi une nette augmentation du stress pendant les transports, en particulier au début. Ce stress diminue avec les expériences, mais reste présent. De plus, les mouvements du van de transport obligent le cheval à corriger régulièrement sa position, ce qui peut le fatiguer à la longue. L'absence d'eau est un réel problème, tous les chevaux suant beaucoup pendant leur transport. Des arrêts pour leur permettre de s'abreuver sont indispensables à leur bien-être, l'accès à du foin étant un plus non négligeable.

### Conditions de mise au travail

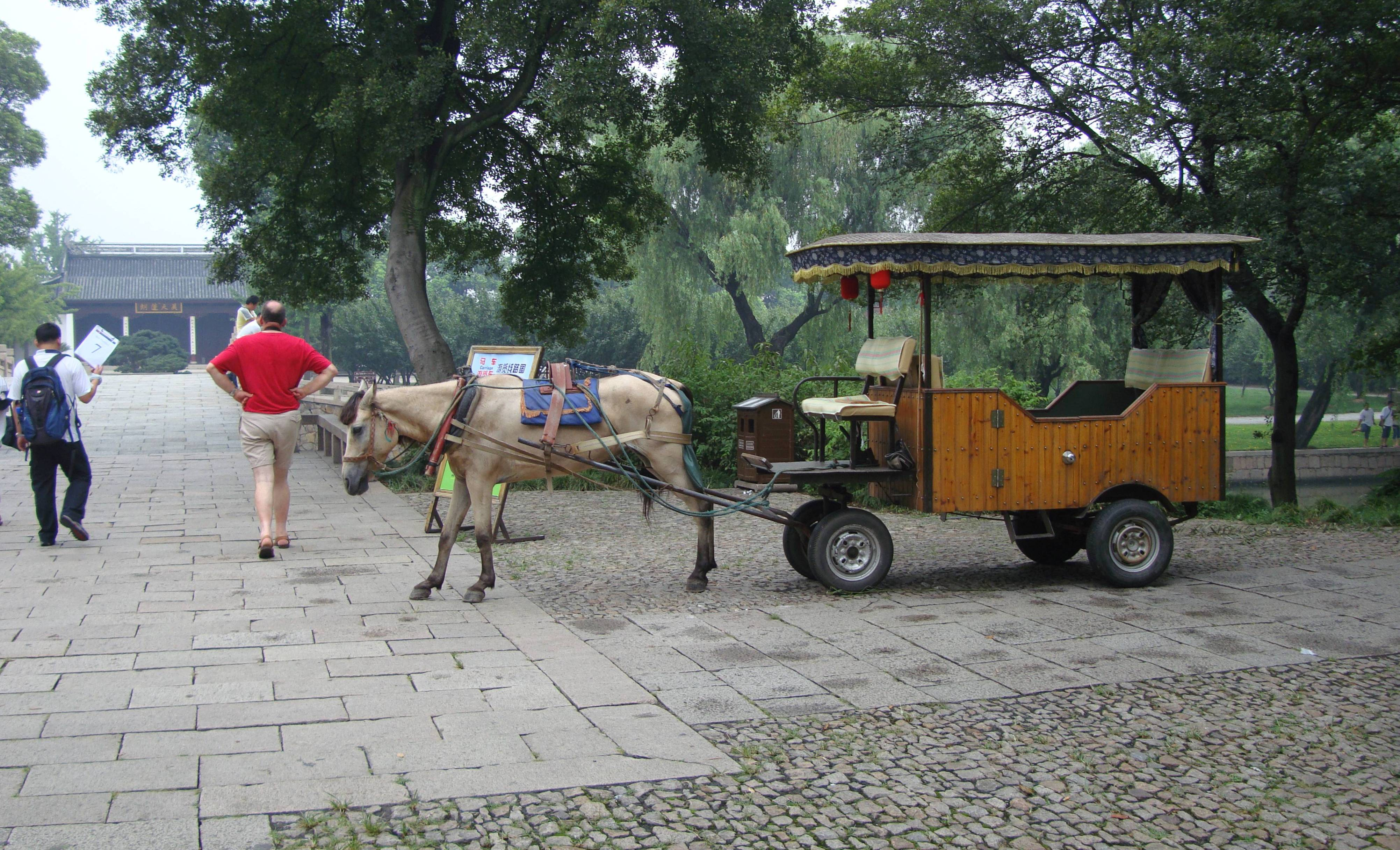
Cheval d'attelage en souffrance, probablement atteint de fourbure.

D'autres questionnements surgissent à travers la façon dont les chevaux sont mis au travail. Plusieurs études réalisées depuis 2011 tendent à conclure que le cheval évite volontairement les efforts inutiles (y compris s'il appartient à une race sportive). Confronté à plusieurs solutions, il choisit la plus économique en termes d'efforts. Il y a donc tout lieu de penser que l'équitation est imposée aux chevaux « à contre-cœur ». Bien conduite, l'équitation est comparable à un entraînement sportif. Elle permet de faire gagner souplesse et muscles au cheval. Les mauvaises façons de monter provoquent cependant des maux de dos en raison du poids du cavalier sur les vertèbres thoraciques et dorsales. La position avec l'encolure haute et creuse (lorsque le cavalier tient ses mains hautes et ses rênes serrées) est particulièrement délétère. Ces problèmes sont aggravés par le surpoids de certains cavaliers par rapport à la constitution du cheval : selon les études, le poids du cavalier ne devrait jamais excéder 20 à 29 % (matériel compris) de celui du cheval. Porter une personne sur son dos représente un inconfort dans tous les cas. L'exploitation de certains chevaux pour le tourisme équestre monté ou attelé, entre autres en Camargue, cause ainsi une souffrance considérable par manque de repos ou de soins.
En Russie, Nevzorov Haute École estime que les sports équestres et hippiques sont contre nature pour le cheval, lui causent de grandes douleurs dans la bouche (jusqu'à 300 kg de pression par cm²) et endommagent son système neurologique. Les autopsies montrent que certains chevaux de sport présentent des dégâts physiques dus à la pratique de l'équitation. Les cavaliers sont généralement incapables d'estimer correctement la gêne ressentie par leur cheval lorsqu'il est mis au travail. Ainsi, pour Nevzorov, le temps d'équitation ne devrait jamais dépasser 15 minutes chez le cheval adulte. La Haute école nie toute possibilité pour le cheval « d'aimer » l'équitation, comparant l'animal qui prend son mors dans la bouche au condamné à mort qui creuse lui-même sa tombe par crainte des coups. Alexander Nevzorov dénonce notamment le « trot enlevé », où le cavalier retombe de tout son poids sur le dos du cheval une foulée sur deux, comme étant particulièrement douloureux et inacceptable. Laetitia Bataille qualifie cependant d'« extrémiste » l'idée que toute forme d'équitation constituerait une maltraitance.

#### Impact du matériel

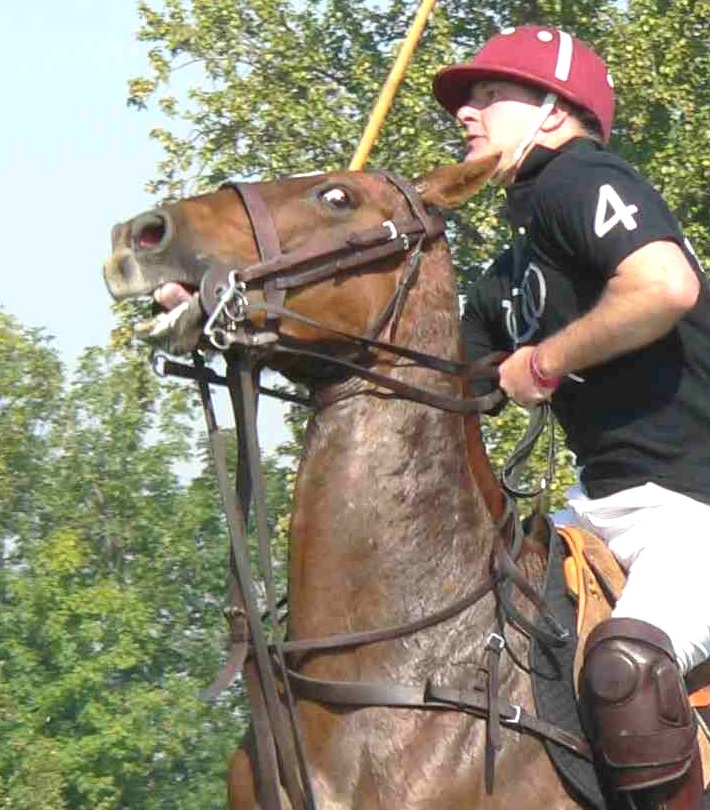
Jument de polo enrênée.

L'équitation implique l'emploi d'une grande variété de matériel : les aides artificielles du type enrênements et cravache, et le harnachement (selle et bride avec un, deux mors, ou sans). Tous ces matériaux induisent un contact plus ou moins étroit et prolongé avec la peau ou les muscles du cheval. Alexandre Nevzorov distingue quatre degrés de sévérité dans l'impact du matériel : l'absence de sensation particulière, l'inconfort, la douleur et la lésion (quand il provoque une blessure). Il estime que le matériel ne devrait jamais franchir le seuil de l'inconfort.
Une étude internationale sur 750 chevaux de sport équestre montre que 44 % portent une muserolle si serrée qu'il n'est pas possible de passer un doigt humain en-dessous, seuls 7 % respectant la recommandation de pouvoir passer deux doigts. Le colonel et écuyer français Christian Carde s'est exprimé contre le serrage excessif de la muserolle chez le jeune cheval. Le mors, qui peut agir sur la langue ou les dents du cheval en fonction de la position de sa tête, créé une pression qui devient une douleur si les rênes sont trop tendues. Devenue chronique, cette douleur dégénère en névralgie qui irradie la tête du cheval, jusqu'à ses oreilles et au bout de son nez. Chez les chevaux victimes d'une main dure, la langue peut bleuir sous l'action du mors et de la muserolle, un phénomène « très douloureux » qui peut provoquer « des lésions linguales irréversibles ». Nombre de problèmes proviennent de la volonté de cavaliers amateurs d'imiter le matériel employé par les professionnels de l'élite mondiale, mais sans connaissances suffisantes, ce matériel (les rênes allemandes, en particulier) est souvent mal employé.
Pour éviter les douleurs dues au mors, certains cavaliers travaillent leur cheval sans mors, mais ce type de matériel pose d'autres problèmes. Les licols dits « éthologiques » agissent par points de pression sur les parties dures de la tête, créant de fortes pressions sur des zones réduites. La selle doit être bien ajustée à la morphologie de l'animal pour éviter toute douleur, mais ce n'est pas toujours le cas. Une étude réalisée au Brésil démontre que plus de 50 % des selles ne sont pas adaptées au cheval qui les porte, 40 % d'entre elles étant placées trop en avant sur le dos. De plus, une sangle trop serrée provoque une compression multipliée de la selle. Le cavalier peut aussi faire un mauvais usage des éperons et de la cravache.

#### Dans le sport hippique

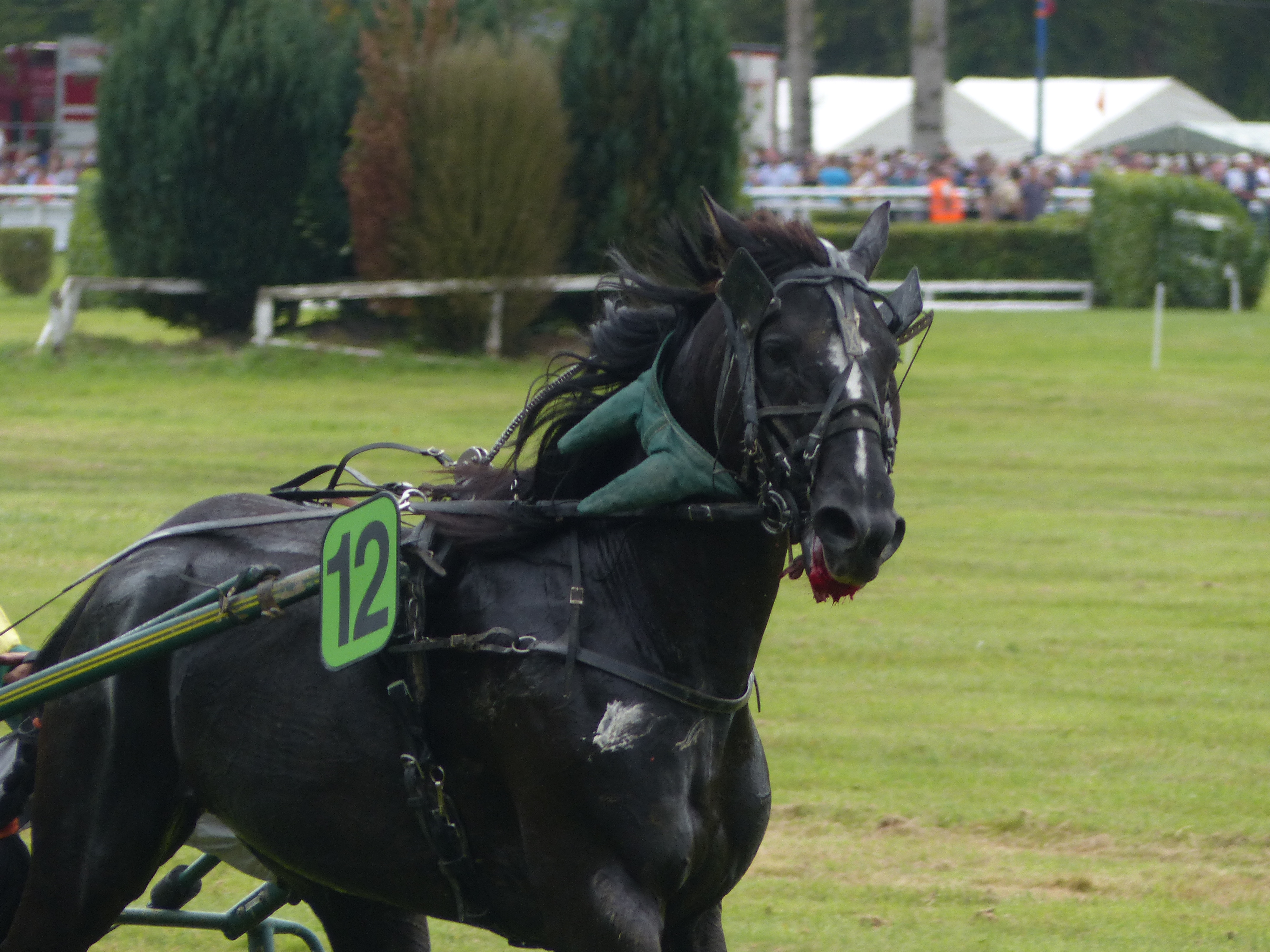
Hémorragie pulmonaire induite par l’exercice chez un trotteur français lourdement harnaché.

Dans le milieu des courses hippiques, les poulains sont mis au travail dès l'âge de dix-huit mois. Ceux qui ne s'adaptent pas aux courses sont réformés. Les réformés, qui constituent une part importante de l'abattage pour la viande chevaline, développent fréquemment des problèmes de santé et de comportement. Les trotteurs peuvent porter des artifices, un harnachement contraignant et douloureux, incluant des pointes métalliques près de la bouche et des chaînes de vélo. Les témoignages de maltraitances pure sont plus fréquents à petit niveau.
D'après le scientifique australien Paul McGreevy, l'utilisation de la cravache pendant les courses hippiques constitue « la forme de violence la plus publique et la plus télévisée du monde actuel ». Elle pose de plus un problème éthique, en raison de la douleur infligée à un animal généralement épuisé par l'effort. Son étude démontre que l'utilisation (fréquente) des coups de cravache ne se traduit pas par de meilleures performances des chevaux en course, les races de chevaux de course étant déjà sélectionnées génétiquement pour courir le plus vite possible. De plus, les coups donnés dans les 200 derniers mètres de course touchent souvent le cheval dans la partie sensible de l'abdomen, laissant une marque bien visible. La « cravache anti-douleur » inventée en Angleterre se révèle dans les faits aussi douloureuse que les autres.
L'utilisation discrète des chocs électriques sur les chevaux de course semble généralisée depuis 1974, avec des centaines de cas découverts. Cette technique cruelle ayant pour but de les faire courir plus vite est évidemment interdite officiellement pendant les courses.

#### Dans les sports équestres

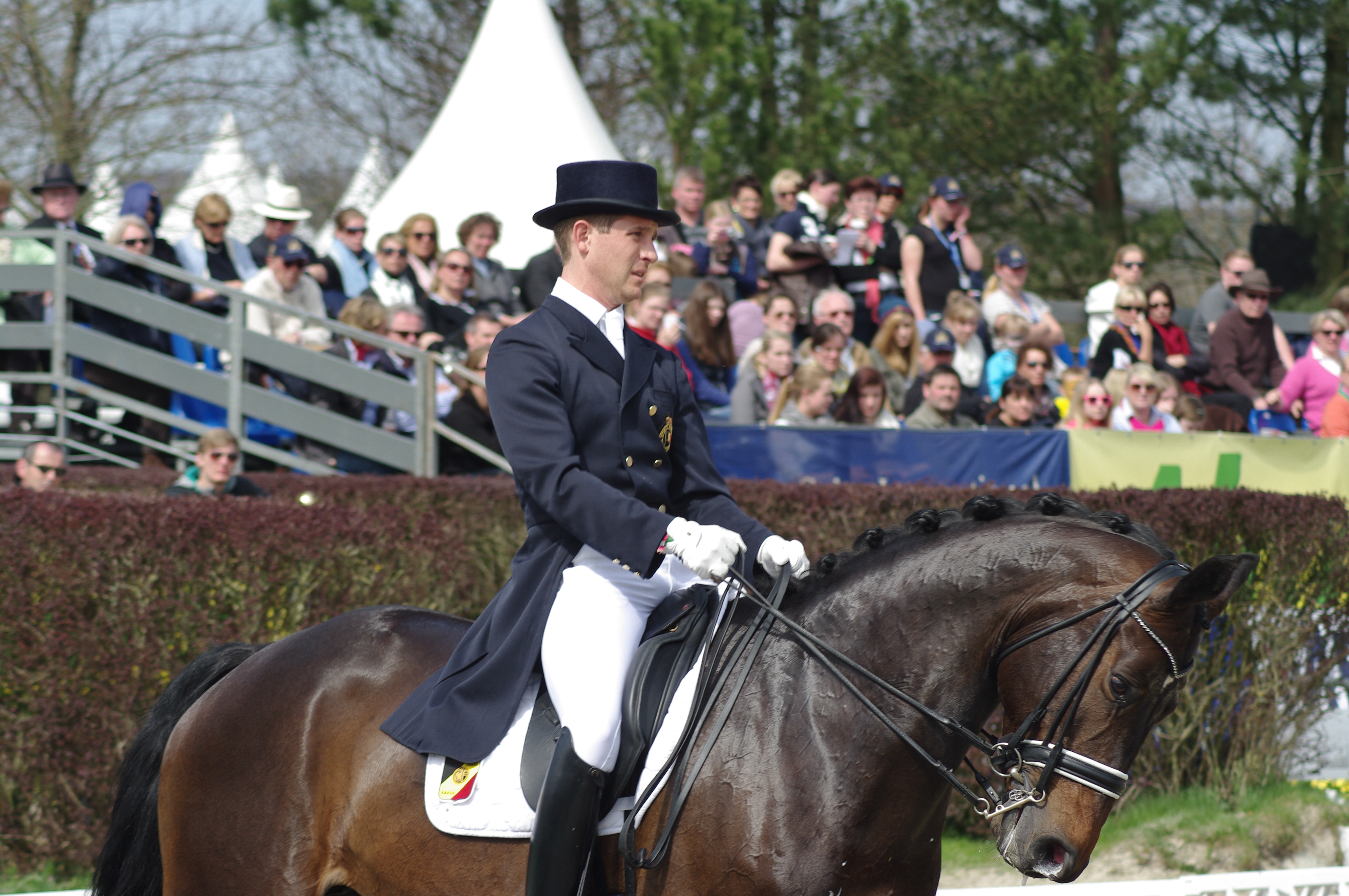
Cheval de dressage monté sous la verticale, une position inconfortable.

L'équitation sportive pose la question du respect des limites physiques et mentales du cheval. Tous les sports équestres demandent un entrainement sportif poussé et peuvent être concernés par le dopage. Les vétérinaires qui interviennent sur les compétitions sont confrontés à des prises de décisions parfois difficiles.
Les chevaux réagissent mal à la répétition incessante du même exercice. Les cavaliers de sport ont aussi tendance à employer des moyens mécaniques coercitifs, notamment des enrênements et des mors sévères, pour pousser le cheval dans l'attitude qu'ils recherchent au lieu de l'obtenir de l'animal lui-même au terme d'un dressage patient. Certaines méthodes d'entraînement sont dénoncées voire interdites pour leur cruauté. C'est le cas du rollkur (hyperflexion de l'encolure) en dressage, banni par la fédération équestre internationale s'il est obtenu en force ou maintenu plus de dix minutes. Le barrage à l'obstacle, qui consiste à frapper les jambes du cheval au passage d'un obstacle pour les lui faire lever plus haut, est officiellement interdit en compétition et à l'entraînement. Il serait encore couramment employé en toute discrétion. L'utilisation de la cravache en concours de saut d'obstacle ne se traduit pas par de meilleures performances, d'après une étude réalisée en 2013 au Royaume-Uni. Dans ce sport, d'autres pratiques abusives sont régulièrement relevées pour contraindre le cheval à « respecter » les barres : enduire les jambes d'un produit sensibilisant, l’entraîner sur des barres métalliques qui causent une grosse douleur s'il les touche, ou encore serrer les guêtres des membres postérieurs de manière à agir sur un tendon. Les compétitions d'endurance sont fréquemment au cœur de scandales, résultant vraisemblablement d'un conflit culturel entre les cavaliers occidentaux et ceux du Moyen-Orient.

#### Lors de tournages et de spectacles
L'utilisation de chevaux pendant le tournage de séries télévisées ou de films entraîne fréquemment des problèmes de maltraitance animale, comme l'a signalé une enquête du Hollywood Reporter en 2013. Ces cas peuvent aussi se produire pendant le tournage de films prestigieux, comme Le Hobbit de Peter Jackson, qui a vu la mort de trois équidés en Nouvelle-Zélande. L’Animal humane Association préconise de remplacer autant que possible les chevaux par de l'imagerie numérique. Cependant, en France, il n'existe aucune réglementation officielle pour la sécurité des chevaux sur les plateaux de tournage.

#### Rodéo et utilisations comme animal de combat

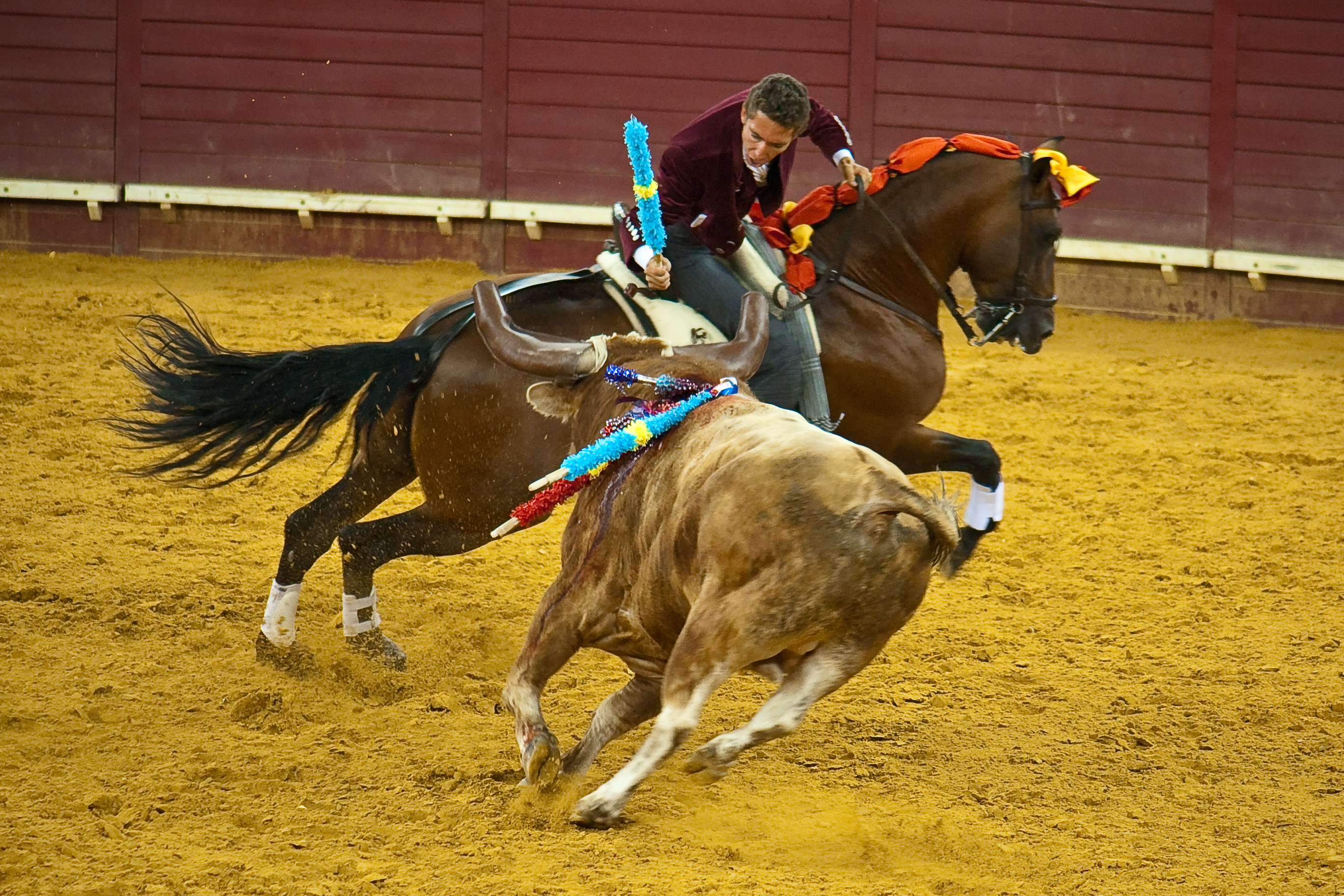
Un rejoneador lors d'une corrida de rejón.

Historiquement, l'utilisation du cheval comme animal de combat a été très fréquente, aussi bien dans le cadre de la guerre que dans celui des rituels et de divertissements comme le horse-baiting. Les combats d'étalons organisés perdurent en Asie du Sud-Est (Sud de la Chine et Philippines). Ils entraînent de nombreuses blessures. Certains coups échangés font jaillir les yeux des chevaux de leurs orbites. Les étalons peuvent même arracher les oreilles de leurs rivaux. La plupart des bêtes terminent couvertes de morsures,,. Un « progrès » a cependant été réalisé en 2014, dans la mesure où les étalons de combat chinois blessés ne sont plus systématiquement tués et consommés sur place par cuisson au barbecue, mais soignés de leurs blessures.
Le rodéo est accusé de diverses interventions visant à augmenter l'agressivité du cheval avant son entrée en piste. Des chocs électriques seraient couramment employés, menant à la mort d'un animal en 2012. La controverse croissante autour d’événements comme le Calgary Stampede et le rodéo de Houston ont conduit à un bannissement total des rodéos dans certaines régions du continent américain. La corrida implique la participation d'un cavalier, le picador, dont la monture est protégée par un caparaçon, avec un ou deux yeux bandés. La corrida de rejón se pratique uniquement à cheval et sans caparaçon de protection. Des accidents peuvent toujours survenir, au cours desquels des chevaux sont éventrés par le taureau. La rédaction de Cheval Magazine dénonce l'omerta qui règne au sujet du nombre de chevaux morts en corrida. L'alliance anti-corrida estime ce nombre à vingt chevaux par an. 

### Abattage et hippophagie

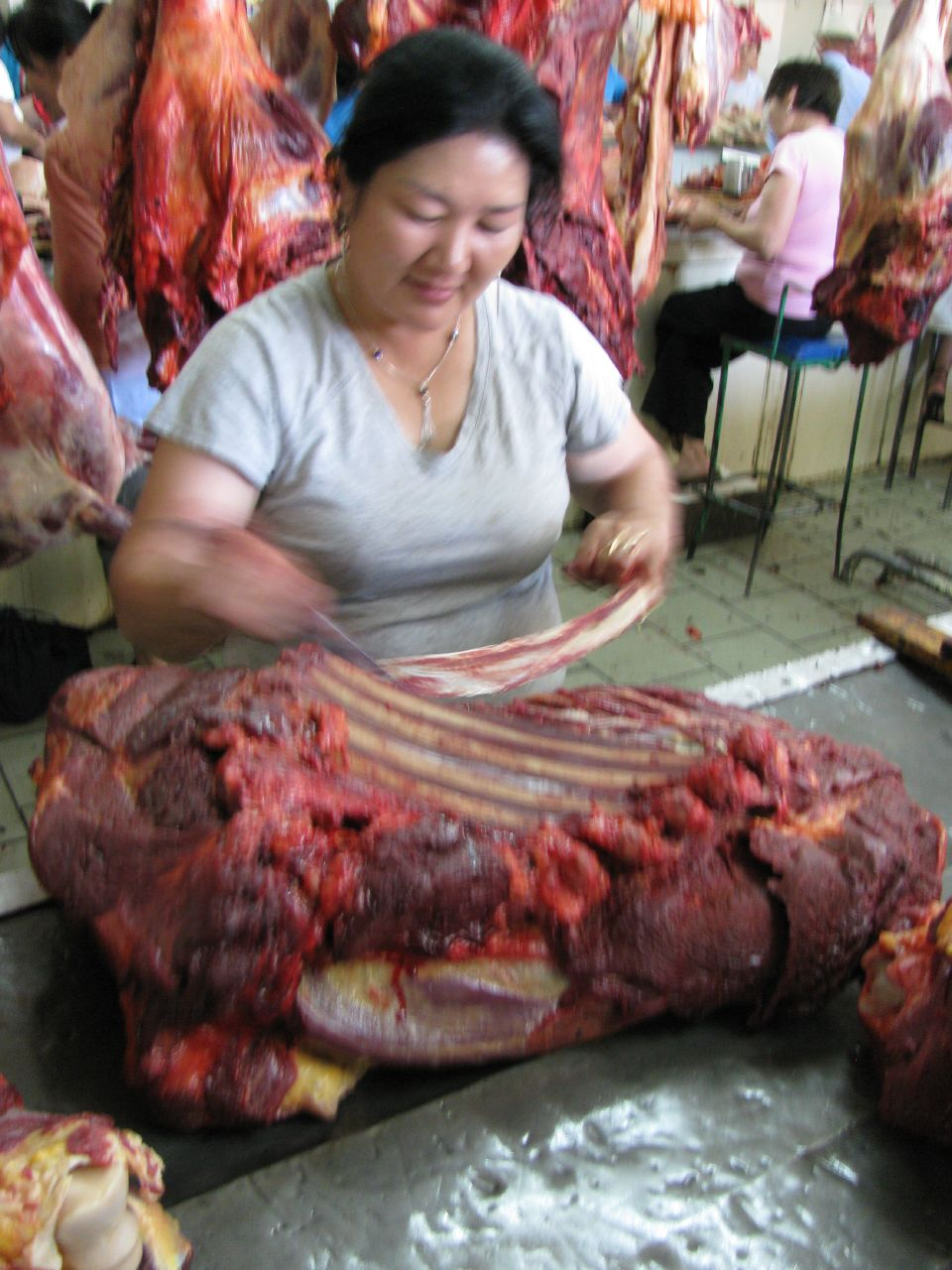
Découpage et préparation des carcasses de chevaux en Mongolie.

La consommation de viande de cheval est une question d'éthique, avant de poser celle de la souffrance animale. Cet aspect éthique est invoqué par les associations de protection comme la SPA, qui rappelle que les chevaux réformés sont abattus pour leur viande après avoir servi les activités humaines : « D'abord aimé et objet de soins attentifs, quels que soient ses mérites, le brave cheval ne connaîtra pas une paisible retraite : dès la première défaillance, il devient viande de boucherie et sera conduit à l'abattoir du jour au lendemain. »
Éric Baratay et Jean-Pierre Digard expliquent le rejet de l'hippophagie dans les pays développés par un changement de statut du cheval, devenu proche de l'animal de compagnie,. Aux États-Unis, le cheval est associé à un bagage culturel héroïque et prestigieux qui le dissocie des animaux consommables dans l'esprit du public. Les chevaux destinés à la consommation sont rarement abattus sur le lieu où ils sont stationnés. La question du bien-être intervient pendant le transport vers l'abattoir et l'abattage en lui-même. Ces chevaux transitent souvent par des « foires aux bestiaux » où les maltraitances (refus d'alimentation et d'abreuvement, coups de bâtons) ne sont pas rares. Les éleveurs ont une responsabilité dans l'envoi à l'abattoir, notamment par la surproduction de chevaux de course dont les trois quarts ne passent pas les tests de sélection des hippodromes, et dans l'absence de solutions de réforme pour offrir une « seconde carrière » à ces animaux.
Le règlement CE 1/2005 impose des règles d'abattage dans toute l'Union européenne, notamment l'obligation de nourrir et d'abreuver les animaux pendant leur transport, l'interdiction de transporter une bête malade ou blessée et d'utiliser des camions à double étage. Les conditions de transport sont régulièrement dénoncées par des associations de protection animale, et malgré les affirmations des professionnels de la filière, rarement conformes à la réglementation. Le règlement européen CE 853/2004 est censé garantir l'étourdissement préalable du cheval pour empêcher sa souffrance. Les professionnels de la viande chevaline affirment que leur filière s'engage en faveur du bien-être animal pendant l'abattage. Les conditions d'abattage des chevaux sont toutefois fréquemment dénoncées par des associations, aussi bien en France qu'en Belgique, aux Pays-Bas et surtout sur le continent américain. Elles ont constaté et filmé de nombreux abus lors d'enquêtes, tels que des animaux reprenant conscience avant leur saignée, ce qui induit pour eux une très grande souffrance.
Pourtant, l'abattage des chevaux est préconisé pour des raisons de « bien-être » par le ministère de l'agriculture en France, par les parlementaires de la région de Bruxelles-capitale en Belgique et par certains organismes américains, arguant que cette « solution » permet d'éviter des abandons de chevaux et des actes de cruauté.

## Associations de protection
Il existe de nombreuses associations de protection animale, spécialisées ou non dans le cheval. Parmi les plus actives en France figurent la fondation Brigitte-Bardot (qui milite contre l'hippophagie), la fondation 30 millions d'amis, la ligue française pour la protection du cheval (la plus ancienne), le Centre d'hébergement des équidés maltraités ou encore One Voice. En Suisse, Le refuge de Darwyn est devenu une section de la protection suisse des animaux (PSA) spécialisée dans les équidés. Au niveau international, World Horse Welfare agit sous le patronage de la princesse Anne.

## Mesures de protection en vigueur
Certains pays ou États sont très investis dans la protection du cheval. C'est le cas du Royaume-Uni, qui a ratifié un code de pratiques respectueuses du bien-être des équidés en novembre 2008, des États-Unis et de la Suisse, dont la dernière version de l'Ordonnance sur la Protection des Animaux en vigueur depuis le 1er janvier 2014 interdit de nombreuses interventions sur le cheval, et exige des conditions de détention qui respectent son bien-être, notamment de lui permettre des contacts avec ses congénères, des mouvements réguliers et des sorties au moins deux heures chaque jour. La Californie a rendu l'abattage de chevaux et leur transport en vue d'abattage illégaux, interdisant aussi les rodéos. Les habitants du Massachusetts ont beaucoup insisté pour réclamer la fin de l'abattage en 2004. La Fédération équestre internationale interdit la mise à la compétition des juments ayant plus de 4 mois de gestation, le barrage du cheval d'obstacles et le rollkur s'il est obtenu « en force ». La Fédération française d'équitation a limité le nombre de coups de cravache autorisés en saut d'obstacles à trois en 1990. Les parcours de saut d'obstacles et de concours complet sont de plus en plus réglementés à l'international. Le nombre des parcours quotidiens du cheval de saut est limité et toute chute est éliminatoire. À l'inverse, de nombreux pays n'ont aucune loi pour protéger les chevaux et les animaux en général. C'est le cas notamment de la Chine. De même, en dépit de l'existence de lois de protection du cheval, certaines pratiques et certains objets dont la cruauté a été démontrée ne sont interdits à aucun niveau. C'est le cas des mors très sévères à longues branches, des gourmettes créées à partir de chaînes de vélo et des entraînements impliquant des chocs électriques. Au Nicaragua, la maltraitance involontaire des chevaux est courante, les habitants qui les utilisent au travail bâté ou attelé ne sont pas conscients des blessures ou des souffrances de leurs animaux.
| Pratique                                                                                         | Pays ou organisme ayant interdit ou limité (date) | Pays ou organisme autorisant pleinement |
| ------------------------------------------------------------------------------------------------ | --- | --- |
| Caudectomie (les autres interventions sur la queue bénéficient généralement d'un vide juridique) | - Allemagne - Autriche (2004) - Belgique (2001) - Danemark (1991) - Royaume-Uni (1949) - Irlande (1965) - Norvège (1974) - Suisse La caudectomie n'est pas spécifiquement interdite en France, mais elle empêche la participation des animaux aux concours et à l'équitation, ainsi qu'à toute activité subventionnée par l'État depuis 1996. En l'absence de loi fédérale, 12 États américains l'interdisent (Californie, Caroline du Sud, Connecticut, Columbia, Illinois, Massachusetts, Michigan, Minnesota, New Hampshire, New York, Ohio et Washington), de même que 5 régions d'Australie. | - Canada |
| Marquage au fer                                                                                  | - Danemark - Pays-Bas - Belgique - Écosse | - Allemagne (Anesthésie locale obligatoire à partir de 2019) - France (il n'est cependant plus obligatoire pour le cycle classique depuis 2005, et la promotion de la puce électronique a beaucoup limité son utilisation) |
| Névrectomies et insensibilisations de la peau en compétition                                     | - Fédération équestre internationale - Suisse | |
| Barrage à l'obstacle                                                                             | - Fédération équestre internationale (2008) - États-Unis (United States Equestrian Federation, autorisé uniquement avec un bâton de bambou jusqu'en 2008, totalement interdit depuis) - Suisse (2014) | |
| Rollkur / Hyperflexion                                                                           | - Fédération équestre internationale (sur toute compétition internationale si maintenu en force et/ou plus de dix minutes, février 2010) - Suisse (interdiction totale, janvier 2014), | |
| Coups de cravache                                                                                | - Fédération équestre internationale, 3 en concours de saut d'obstacles - Fédération française d'équitation, 3 en concours de saut d'obstacles (1990) et interdiction de viser la tête. 7 coups autorisés en course hippique | |
| Rasage des vibrisses                                                                             | - Suisse - Allemagne | |
| Soring et autres dispositifs contraignant les sabots                                             | - États-Unis (1970) - Suisse | |
| Instruments électriques                                                                          | - Suisse | |
| Détention avec une clôture de barbelés                                                           | - France (si établissement ouvert au public) - Suisse (2010) | |
| Abattage sans étourdissement préalable                                                           | - France (1974) - Union Européenne (2004) | Pays hippophages pratiquant l'abattage rituel musulman : Kazakhstan, Kirghizstan, Turkménistan (en théorie). |
| Abattage                                                                                         | - États-Unis (2007-2013). | Tous les autres, y compris le Royaume-Uni et les États-Unis depuis 2013 |

## Critiques

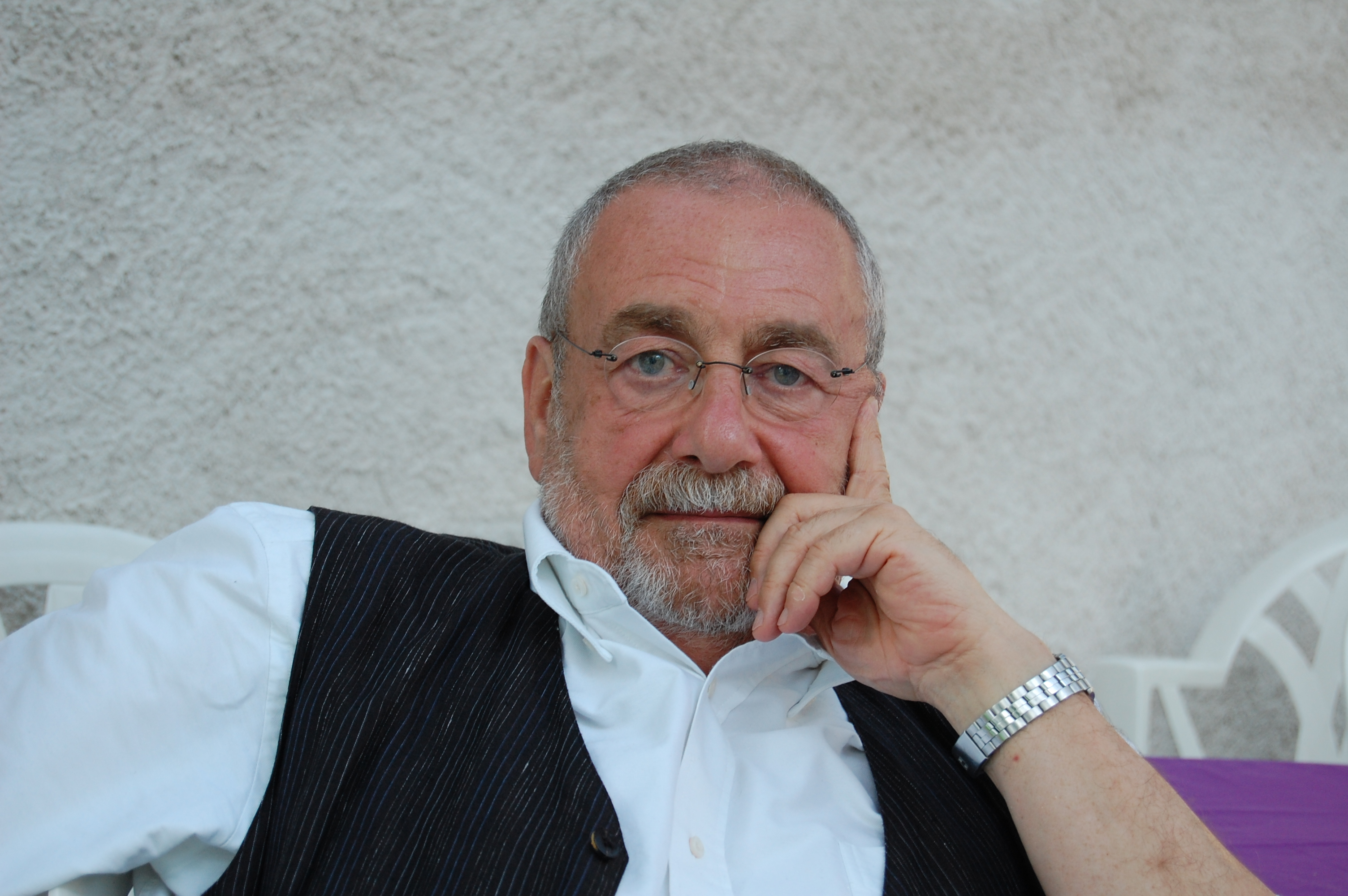
L'ethnologue et anthropologue Jean-Pierre Digard.

L'ethnologue Jean-Pierre Digard est très critique envers les actions de protection du cheval réalisées depuis la fin du XXe siècle. Il estime que « ces critiques de plus en plus sévères systématiquement portées par certains mouvements protectionnistes » (qu'il qualifie d'« animalitaires ») et « complaisamment relayées et amplifiées par une partie de la presse équestre » risquent de mener à l'interdiction des sports équestres et de l'équitation, puis à l'extinction du cheval lui-même faute d'utilisations.
Cet avis n'est cependant pas partagé, l'enseignement d'une équitation plus éthique constituant un rempart à cette menace d'extinction du cheval faute d'utilisation. De plus, le développement du clonage permettra sous peu de ressusciter des espèces et des races disparues.
L'anthropomorphisme et la méconnaissance du cheval sont de réels obstacles à une bonne prise en compte du bien-être animal, de nombreuses personnes estimant à tort agir pour le « bien » du cheval. Un exemple est la multiplication des « sauvetages de chevaux par internet ». Les appels aux dons permettent de racheter des chevaux promis à l'abattoir, mais les personnes qui les accueillent ensuite n'ont pas toujours les connaissances ni les moyens financiers pour assurer leur bien-être à long terme. Ces animaux sont alors condamnés à une « lente agonie ». Un autre est la « fausse bonne idée » d'interdire d'abattre les chevaux, qui a causé davantage de souffrance animale finalement, alors qu'elle était censée l'empêcher. De la même manière, la mode de l'équitation éthologique (selle sans arçon, mors sans embouchure, pieds nus...) conduit parfois à employer du matériel inadapté, ou à le supprimer alors qu'il serait nécessaire,.

### Note
1. ↑  Version originale : To break horses.
2. ↑  Par le passé, les interdictions de circulation hippomobiles étaient fréquemment motivées par la sécurité des automobilistes. Sa justification par le bien-être du cheval représente une nouveauté.